# Heavy metal műfajok
A heavy metal (gyakran rövidítve metál) megjelenése óta, az 1960-as évek végén és az 1970-es évek elején számos heavy metal műfaj alakult ki. A heavy metal műfajok időnként átfedhetik egymást, vagy nehezen megkülönböztethetők, de számos jellemző alapján azonosíthatók. Eltérhetnek a hangszerelés, a tempó, a dalszerkezet, az énekstílus, a dalszövegek, a gitárjáték stílusa, a dobolás stílusa stb. tekintetében.

## Alternative metal

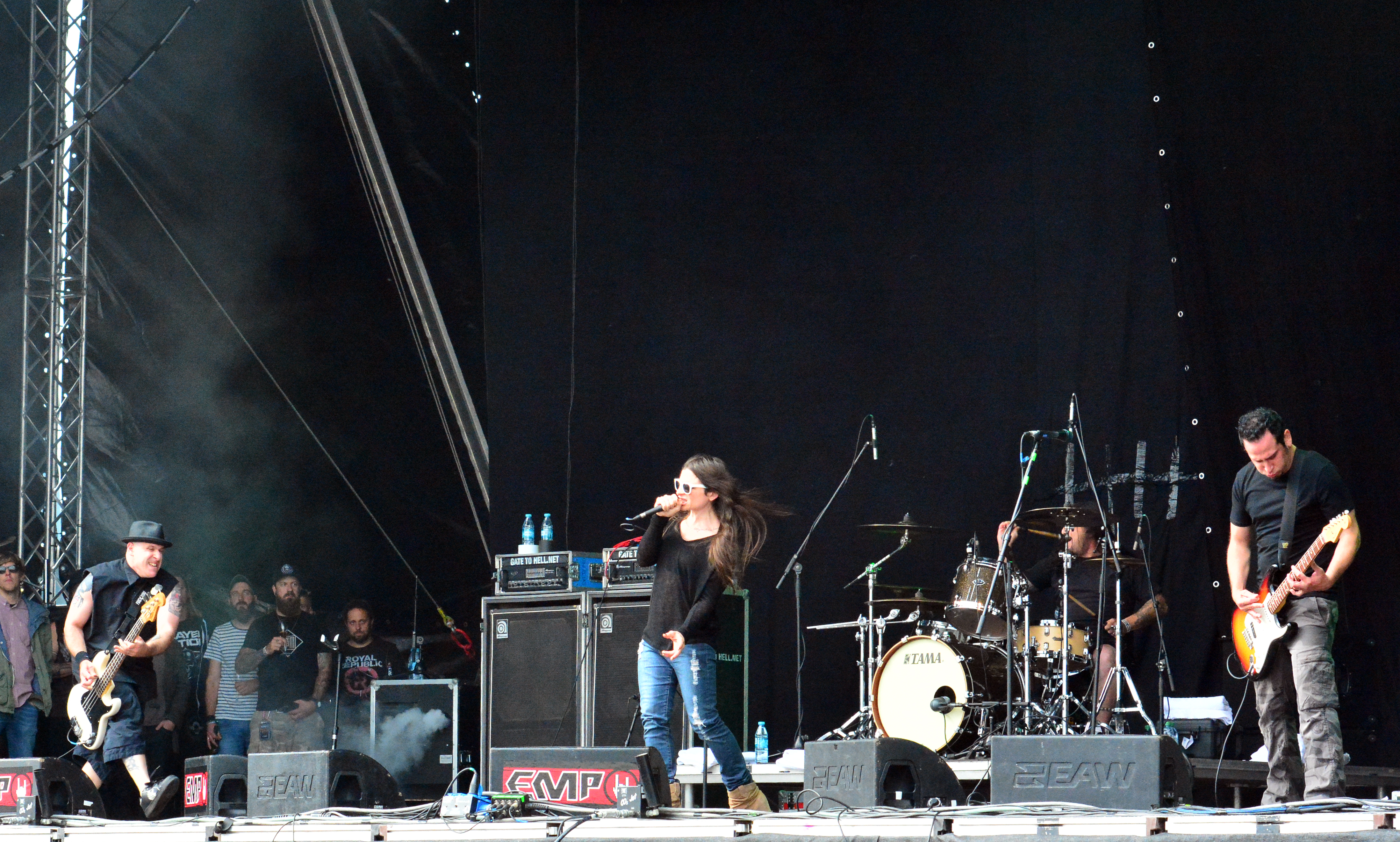
Alternative metal banda, a Life of Agony

Az alternative metal a heavy metal és az alternatív rock egy stílusa, amely az 1980-as évek közepén alakult ki, és az 1990-es évek elején vált népszerűvé.
Az alternative metal általában a heavy metalt ötvözi olyan műfajok hatásaival, mint az alternatív rock, és néhány esetben más, általában a metálhoz nem kapcsolódó műfajok hatásaival is. Az alternative metal és alműfajainak egyik fő jellemzője az erősen lehangolt, középtempós, „chug”-szerű gitárriffek. Az alternative metal zenekarokra gyakran jellemző a dallamos ének, a más heavy metal műfajokon belül szokatlan hangzás, a szokatlan dalszerkezetek és néha a heavy zene kísérleti megközelítése is. A korai alternative metal zenekarok közül sokan Los Angelesből származtak. A műfaj kiemelkedő zenekarai közé tartozik a Soundgarden, az Alice in Chains, a Faith No More, a Helmet, a Life of Agony, a Rollins Band és a Tool. A modernebb zenekarok közé tartozik a Breaking Benjamin, a Chevelle, a Godsmack és a System of a Down.

### Az alternative metal alműfajai

#### Funk-metal

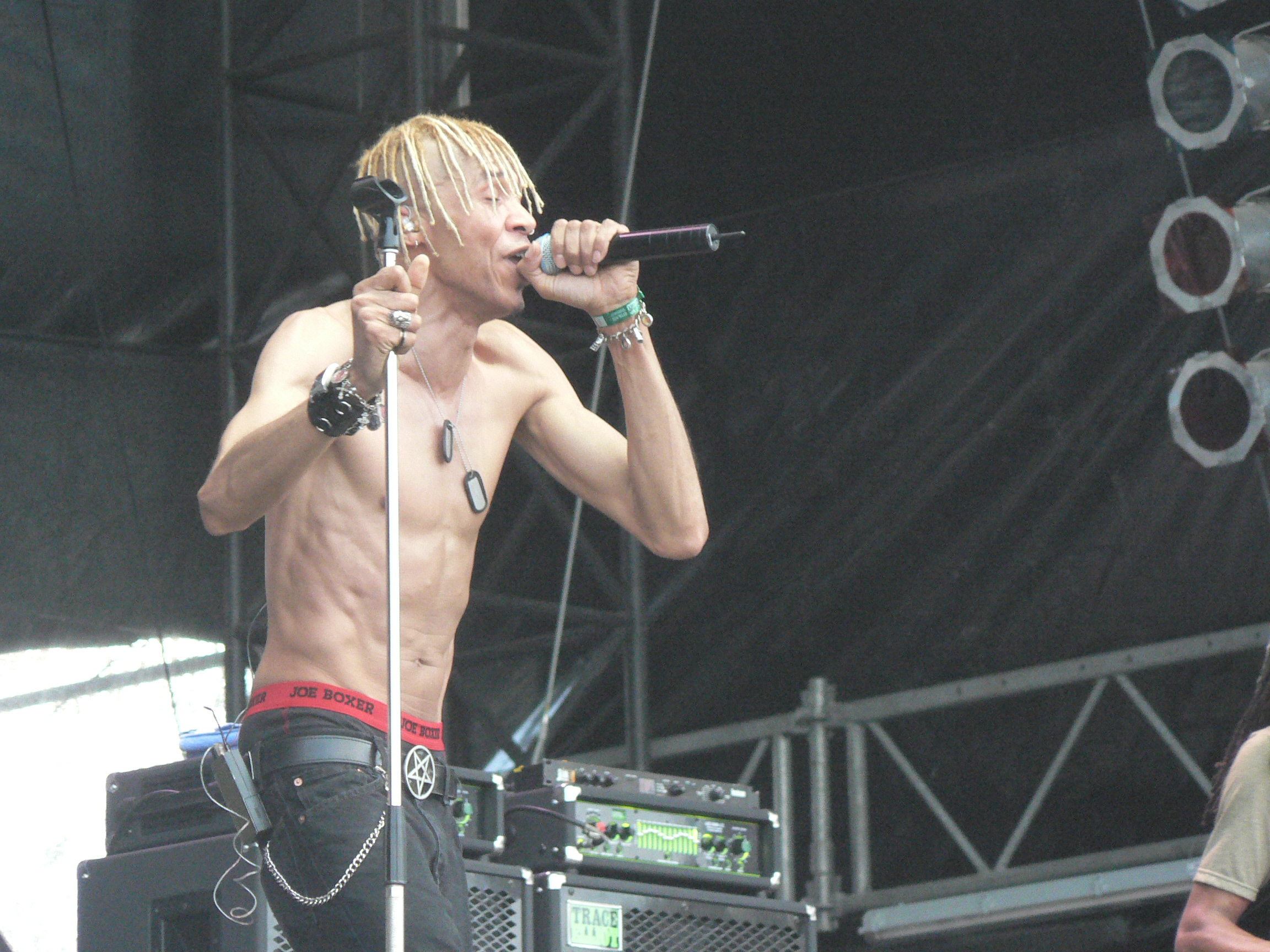
dUg Pinnick a King's X- ből, a Living Color funk metál együttesben Corey Glover helyett

A funk-metal lényegében a heavy metal és a funk fúziója. A nyolcvanas évek végén indult az alternatív metal egyik alműfajaként, és nagy hatással voltak rá olyan zenekarok, mint a Red Hot Chili Peppers és a Fishbone. A funk metál zenekarok gyakran használnak hagyományos riffelési stílust, amelyet az 1980-as évek thrash metálja befolyásolt, ellentétben más alternative metal műfajok zenekaraival. A kilencvenes évek végén sok zenekar, amely funk metálként indult, elágazott olyan kereskedelmi szempontból életképesebb műfajokba, mint az alternatív rock és a nu metál. Nevezetes funk metál zenekarok közé tartozik a Living Colour, az Infectious Grooves, a Mordred, a Primus és a Rage Against the Machine. A funk metál fénykorában a legnagyobb regionális színtér San Francisco volt.

#### Nu metál

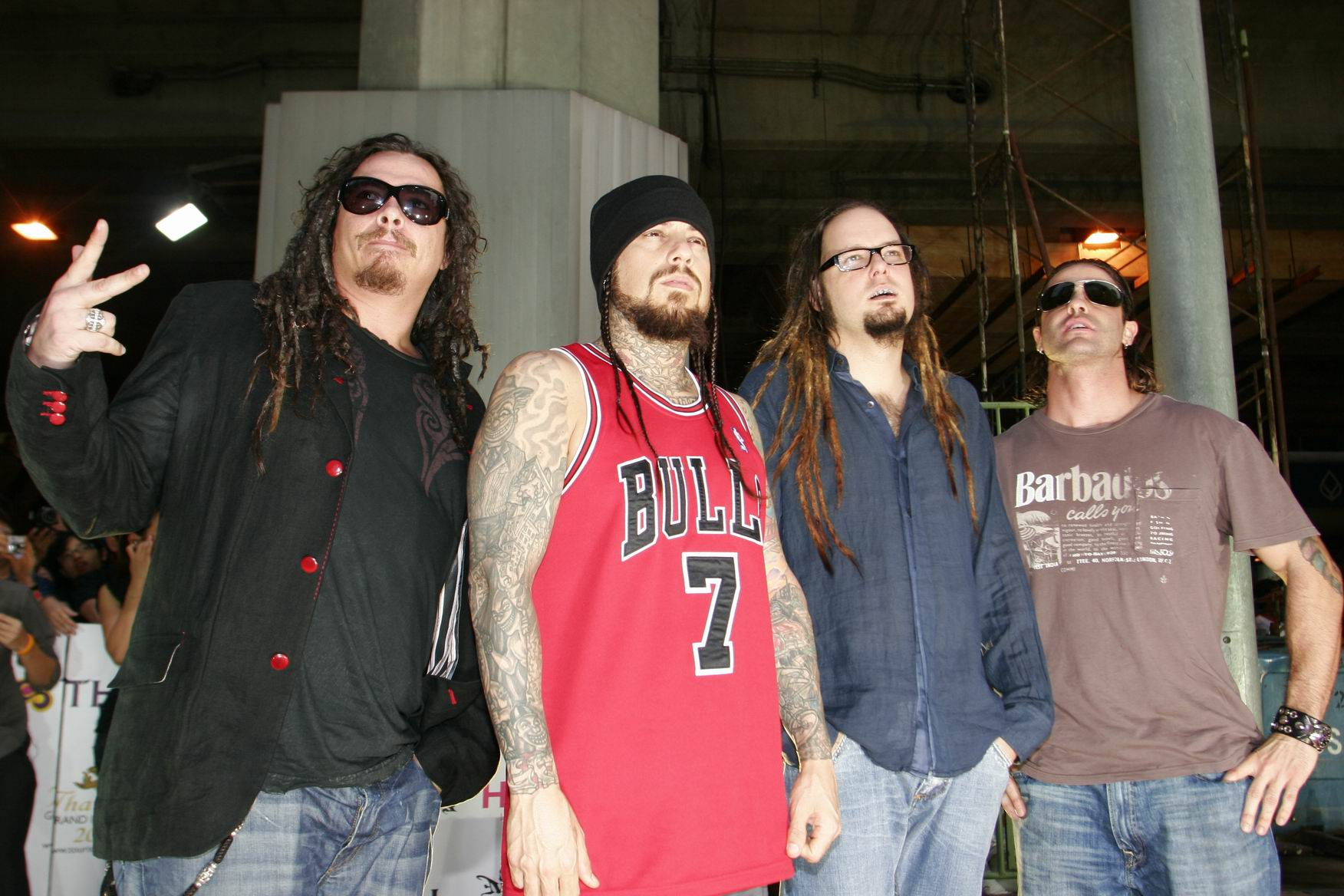
Nu metál zenekar, a Korn

A nu metál egy fúziós műfaj, amely az alternative metal és groove metal elemeket keveri más stílusokkal, többek között a grunge-, az industrial-, a funk- és a hiphopelemekkel. Az új metál a rap-metal rock és rap együttműködésére épül, de kiemeli zenei őseinek néhány agresszívebb elemét. Intenzív és dühös dalszövegek, off-pitched gitárok és masszívan felerősített ütemek jellemzőek a new metál dalokra. A stílus többnyire szinkópás és riffekre épül, és a groove metál ritmika hatása alatt áll. Egyes nu metál zenekarok héthúros gitárokat használnak, melyeket néha lefelé hangolnak a súlyosság növelése érdekében, ami azt eredményezi, hogy a basszusgitárosok öt- és hathúros hangszereket használnak. Néha lemezjátszók, szekvenszerek és samplerek is szerepelnek. A nu metál énekstílusok a dallamos éneklés, a rappelés, az sikítás és a death metál hörgés között mozognak. A bakersfieldi Korn lett az első zenekar, amelyet „nu metál”-ként jelöltek meg. Az MTV szerint a Korn „1993-ban érkezett a fellendülő alternative metal színtérre, amely úgy vált nü-metállá, ahogy a collage rockból alternatív rock lett.” A Coal Chamber, Linkin Park, Slipknot, Papa Roach, Kittie és Disturbed kiemelkedő zenekarok ebben a műfajban.

#### Rap-metal

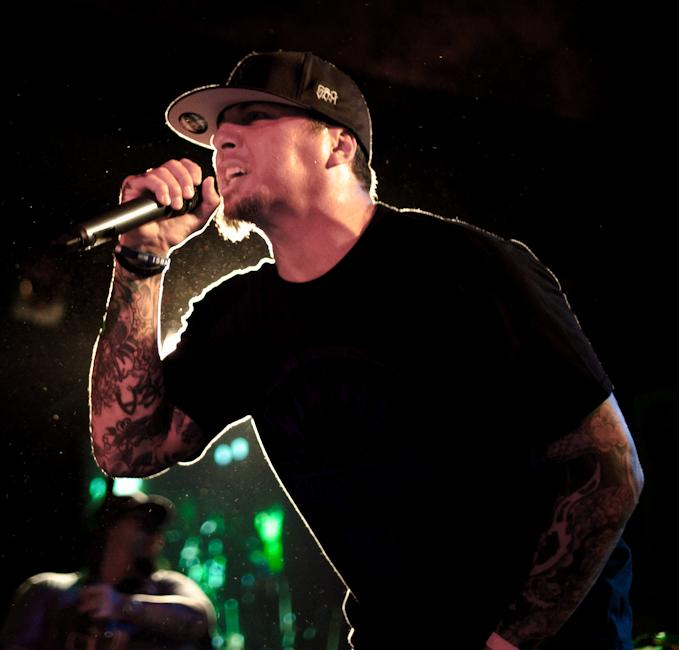
Sonny Sandoval, a P.O.D. rap-metal bandából

A rap-metal zenekarok a hiphop vokális és szöveges formáját vezetik be. A rap-metalra példa a Crazy Town, a Clawfinger, a Stuck Mojo, a Skindred és a Rage Against the Machine. A thrash metál zenekar, az Anthrax szintén hozzájárult a műfaj úttöréséhez. A rap-metalt gyakran tévesen rapcore-nak (a hardcore punkot a hiphoppal ötvöző műfaj) vagy nu metálnak nevezik, amely műfaj hasonló elemeket tartalmaz a zenében, azonban a rap-metal általában nem tartalmaz lemezjátszókat vagy samplinget a hangzásába, bár gyakran használnak billentyűs hangszereket. A rap-metal zenekarok élén - a nu metál zenekarokkal ellentétben - szinte mindig rapperek állnak. A rap-metalból is hiányzik a nu metálhoz általában társított dallamos éneklés és hörgés.

## Avantgarde metal

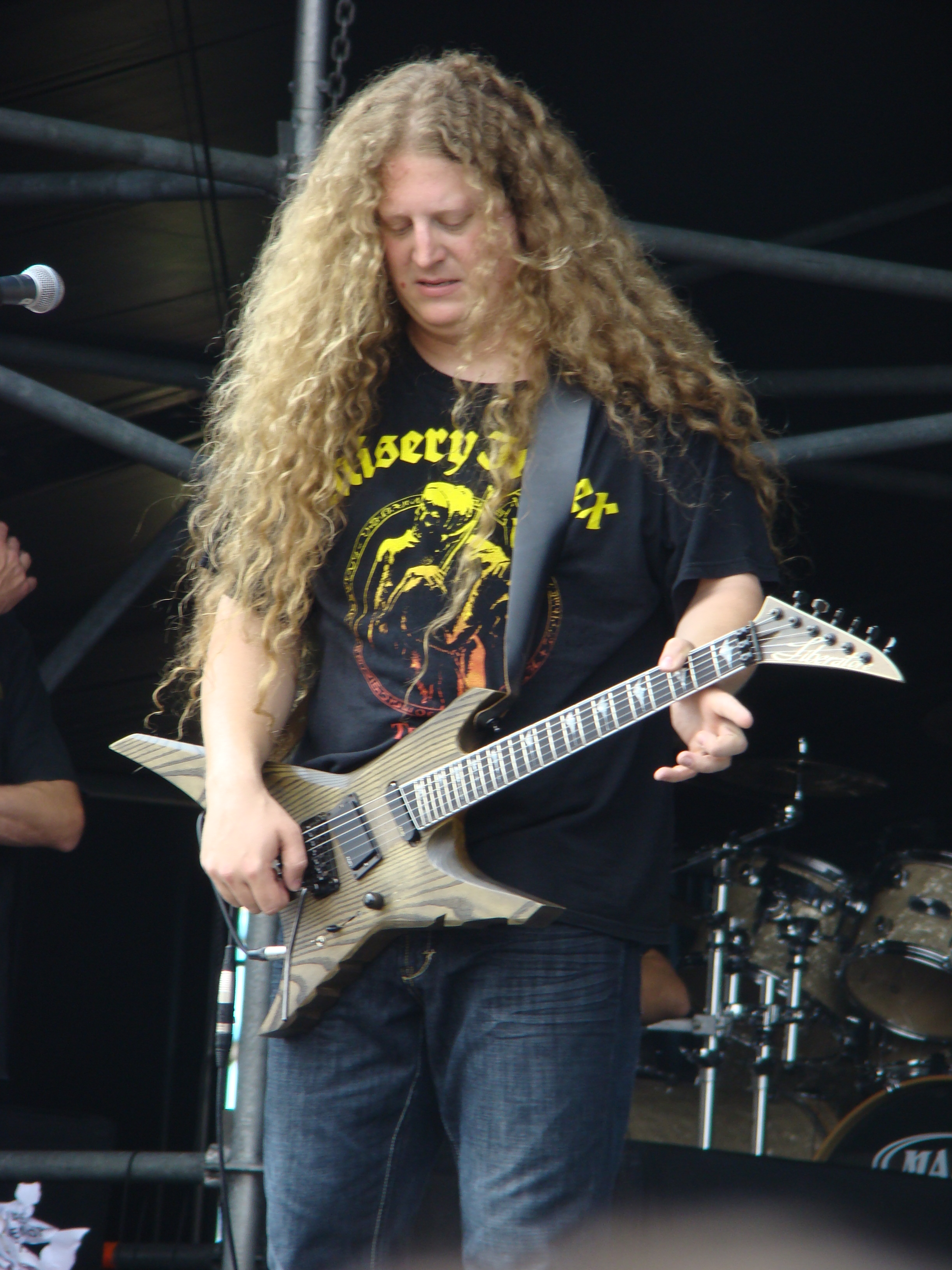
Dan Mongrain, az avantgárd metál Voivodból

Az avantgarde metal, avantgárd metál vagy avant-metál, más néven kísérleti metál a heavy metal zene egy alműfaja, amelyet lazán definiálnak a kísérletezés alkalmazásával, és amelyet az innovatív, avantgárd elemek használata, a nagyszabású kísérletezés, valamint a nem szabványos és szokatlan hangok, hangszerek, dalszerkezetek, játékstílusok és énektechnikák használata jellemez. A progresszív rockból, a fúziós jazzből és az extrém metálból, különösen a death metalból fejlődött ki. Néhány helyi színtér: Los Angeles és a San Francisco Bay Area az Egyesült Államokban, Oslo Norvégiában és Tokió Japánban. A kísérleti metál úttörői közé tartozik a Boris, a Celtic Frost, az Earth, a Helmet, a Maudlin of the Well, a Neurosis, a Sunn O))) és a Voivod.

## Black metál

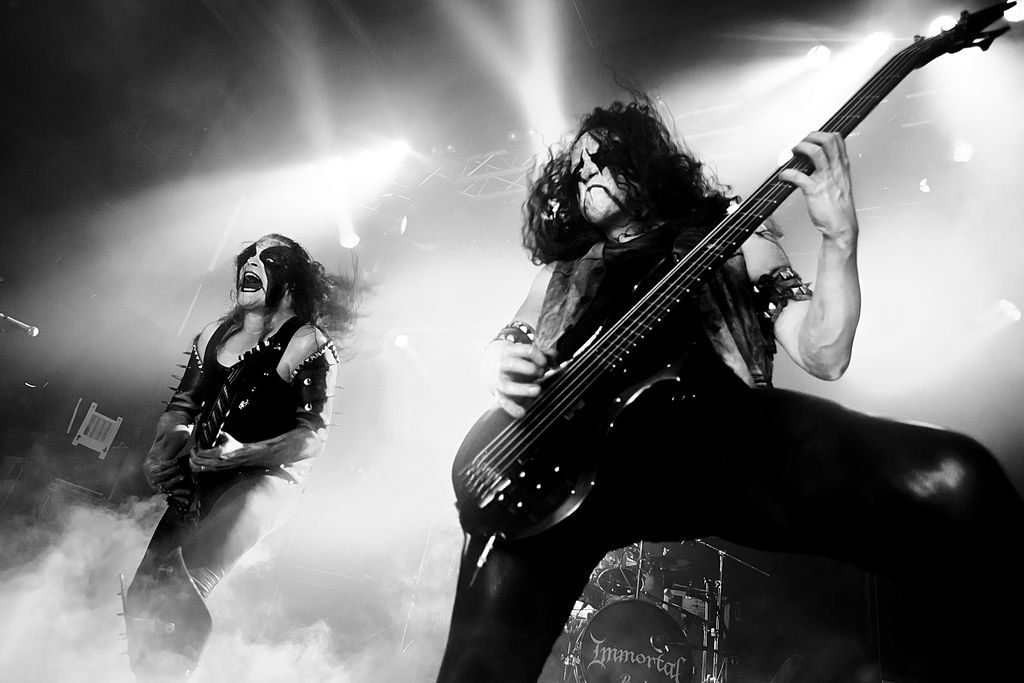
Black metal banda, az Immortal

A black metál a heavy metal egy extrém alműfaja. Az avantgárd metál zenekarokhoz hasonlóan a black metál énekesek és együttesek is szokatlan dalszerkezetekkel és a hangulatra helyezett szöveges hangsúlyokkal rendelkeznek. Közös jellemzői a gyors tempók, a károgó ének, a tremolós pengetéssel játszott erősen torzított gitárok, a blast beat dobolás, a nyers felvételek és a szokatlan dalszerkezetek.
Az 1980-as években számos thrash metál zenekar alkotta a black metál prototípusát. Ebbe az úgynevezett „első hullámba” olyan zenekarok tartoztak, mint a Venom, Bathory, Mercyful Fate, Hellhammer és Celtic Frost. 1990-es évek elején egy „második hullám” alakult ki, amelynek élén olyan norvég zenekarok álltak, mint a Mayhem, Burzum, Darkthrone, Immortal és Emperor. A korai norvég black metál mozgalom zenéje önálló műfajjá vált. A kezdetben a „sátáni metál” szinonimájának tekintett black metált a mainstream kultúra gyakran ellenségesen fogadta, főként sok művész embergyűlölő és keresztényellenes álláspontja miatt. Ráadásul a műfaj több úttörőjét kapcsolatba hozták templomégetésekkel és gyilkosságokkal. Néhányukat a neonácizmussal is kapcsolatba hozták; azonban a legtöbb black metál rajongó és a legtöbb kiemelkedő black metál zenész elutasítja a náci ideológiát és ellenzi annak befolyását a black metál szubkultúrára.

### Black metál irányzatai

#### Nemzetiszocialista black metál
Az NSBM jellemzően ötvözi a neonáci meggyőződéseket (például a fasizmust, a fehérek felsőbbrendűségét, a fehér szeparatizmust, az antiszemitizmust, az idegengyűlöletet és a homofóbiát ) az "idegen" vallásokkal (kereszténység, judaizmus, iszlám stb.) szembeni ellenségességgel. A zenekarok gyakran hirdetik az etnikai európai pogányságot, okkultizmust vagy sátánizmust. Az abszurd Hendrik Möbus a nácizmust "a sátáni/ luciferi hatalomakarat, az árja germán pogánysághoz kapcsolódó elitista szociáldarwinizmus legtökéletesebb (és egyetlen valósághű) szintéziseként írta le". A Der Stürmer együttes (amely a Julius Streicher által szerkesztett antiszemita újságról kapta a nevét) Savitri Devi és Julius Evola műveire támaszkodva az ezoterikus hitlerizmushoz csatlakozik. Magát a műfajt jellemzően még a black metal rajongók is lenézik, ellenzik.

#### Vörös és anarchista black metál
A vörös és anarchista black metál, amelyet gyakran RABM mozaikszóra rövidítenek, egy black metál, amelyben a művészek különféle szélsőbaloldali és környezetvédő ideológiákat képviselnek, mint például az anarchizmust, a marxizmust és a zöld anarchizmust. A black metál és az anarchista crust punk ötvözeteként jelent meg, és jellemzően kerüli a black metál hagyományos sátáni és nihilista szövegeit. Míg egyes művészek, mint például az Iskra, a Panopticon, a Puna Terrori és a Skagos nyíltan támogatják a politikai programokat és kiáltványokat, mások, mint például a Wolves in the Throne Room és néhány más kaszkádiai művész, nem kötődnének kifejezetten a vörös vagy anarchista címkéhez. További RABM művészek: Storm of Sedition, Not A Cost, Black Kronstadt, Crepehanger, Leper, Mutiny, Fauna, és Vidargangr.

#### Szimfonikus black metál

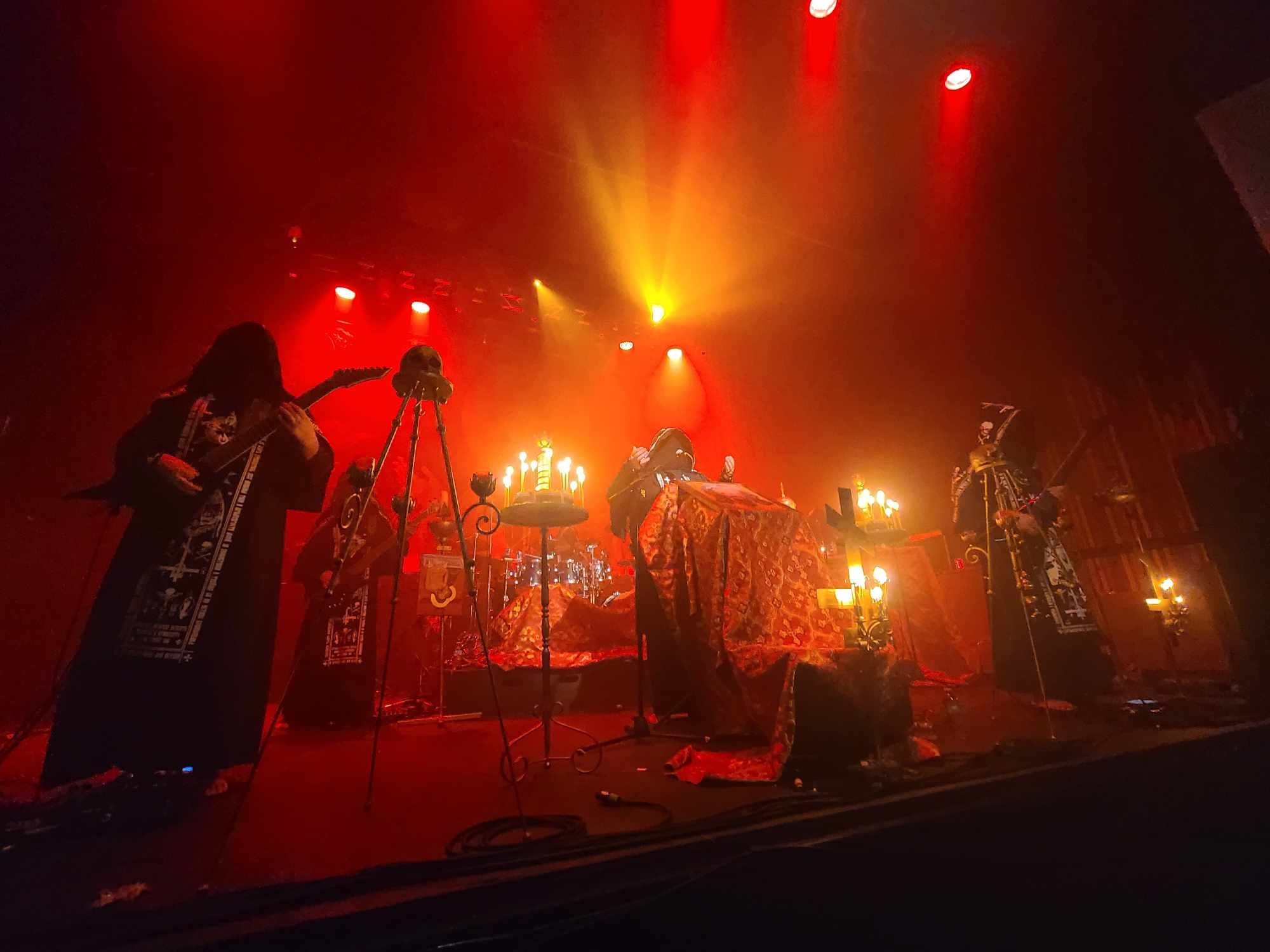
A későbbi Patriarkh 2022-ben

A szimfonikus black metál a black metál egy olyan stílusa, amely szimfonikus és zenekari elemeket tartalmaz. Ez magában foglalhatja a zenei munkaállomás billentyűzetének használatát „pszeudo-zenekari” hangzás megidézésére alapértelmezett előbeállításokkal (pl. vonósok, kórusok, zongora, orgona), vagy teljes zenekari feldolgozásokat, amelyek fafúvósokat, rézfúvósokat, ütőhangszereket, billentyűsöket és vonósokat tartalmaznak. A Carach Angrenhez hasonló zenekarok a virtuális vagy élő zenekari feldolgozások mellett szólóhangszereket, például hegedűt is használhatnak. Az ének lehet „tiszta” vagy operai stílusú, a dalok szerkezete pedig határozottabb vagy szimfonikus ihletésű, bár nem a nyugati zenében fellelhető formákhoz (pl. szonáta, rondó, téma és variációk) ragaszkodik, és a tipikus riff-alapú megközelítést követi. A hagyományos black metál számos jellemzője megmaradt, mint például a sikoltozós ének, a gyors tempó, a magas magassági erősítés és a tremolóval pengetett elektromos gitárok. De a tempó általában lassabb, a dalszerkezet letisztultabb, a zenekar sok billentyűs hangszert, sőt egész zenekart használ, akárcsak a szimfonikus metálban. A szimfonikus black metálra példa az Emperor és a Dimmu Borgir és a Patriarkh.

#### Viking metál

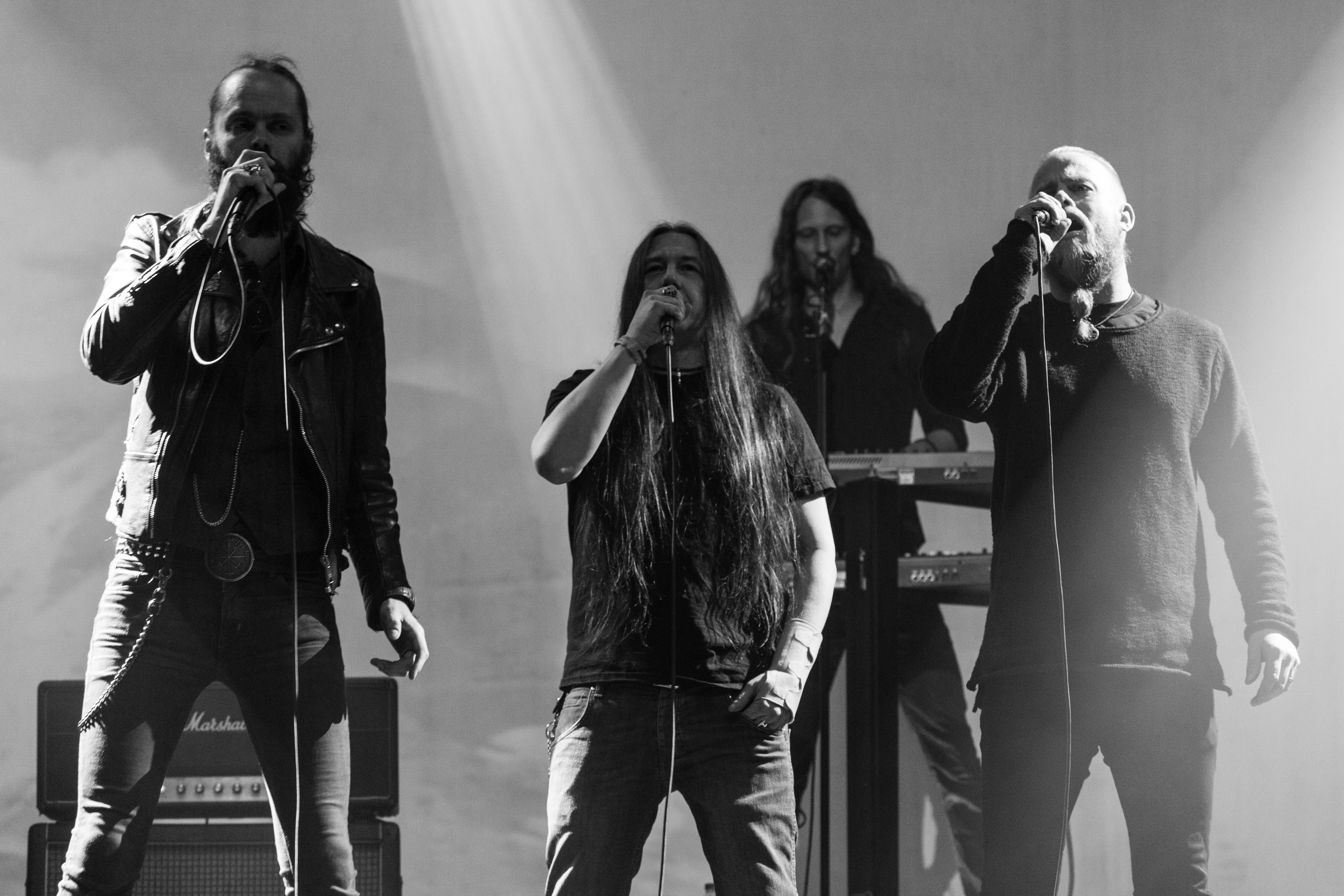
Viking metál banda, az Enslaved

A viking metál a heavy metal zene egy alműfaja, amelynek gyökerei a black metalban és az északi népzenében keresendők, és amelyet az északi mitológiára, az északi pogányságra és a viking korszakra való közös szöveges és tematikus összpontosítás jellemez. Zenei stílusa jellemzően északi népzenei hatású black metálként nyilvánul meg. Néhány közös vonás a lassú tempójú és nehéz riffelési stílus, a himnikus refrének, a tiszta és durva ének, a népi hangszerek gyakori használata, és gyakran a billentyűs hangszerek használata a hangulati hatás érdekében. A viking metál az 1980-as évektől az 1990-es évek közepéig a sátánizmus és az okkultizmus elutasításaként alakult ki, ehelyett a vikingeket és a pogányságot, mint a kereszténységgel szembeni ellenállás vezetőit karolta fel. A legtöbb viking metál zenekar az északi országokból származik, és szinte minden zenekar azt állítja, hogy tagjai közvetlenül vagy közvetve vikingektől származnak. A svédországi Bathory-t általában a műfaj úttörőjeként tartják számon a Blood Fire Death (1988) és a Hammerheart (1990) című albumokkal. Az Enslaved, a Burzum, az Emperor, a Storm és a Falkenbach segítettek a műfaj továbbfejlesztésében a kilencvenes évek elején-közepén. Az 1990-es évek elején felbukkanó death metál zenekarok, az Unleashed és az Amon Amarth szintén viking témákat vettek át, kiszélesítve a műfajt az elsődlegesen black metál eredetről. A műfaj további meghatározó zenekarai közé tartozik a Darkwoods My Betrothed, az Einherjer, az Ensiferum, a Moonsorrow, a Thyrfing és a Windir.

#### War metál

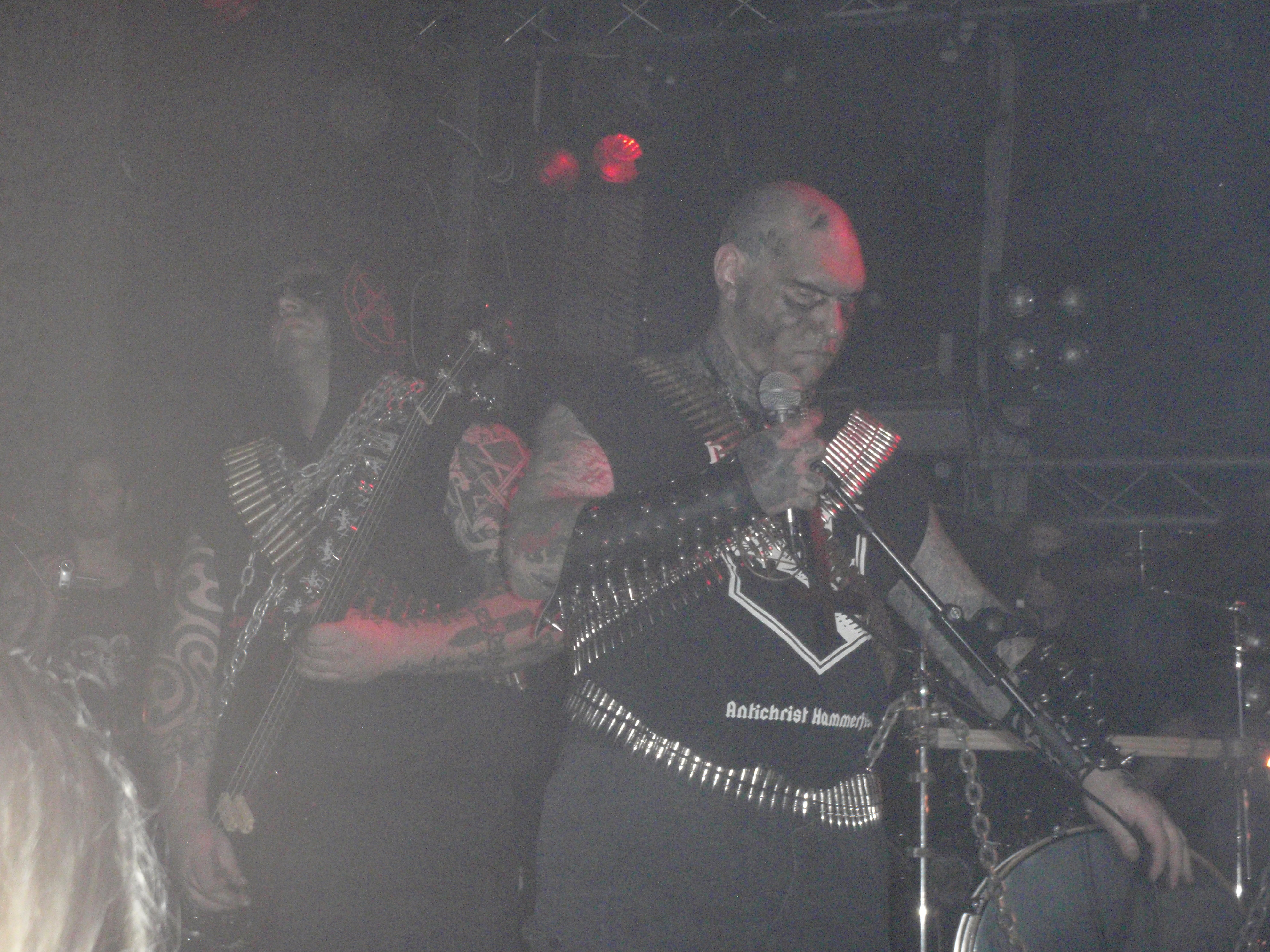
War metál banda, a Blasphemy

A war metál, más néven war black metál vagy bestial black metál, egy agresszív, kakofonikus és kaotikus black metál stílus, amelyet Wolf-Rüdiger Mühlmann, a Rock Hard újságírója „veszett és „kalapáló” stílusként jellemzett. Fontos hatások közé tartozik az első hullámos Sodom és az első hullámos/death metál zenekar, a Possessed, valamint olyan régi grindcore, black és death metál zenekarok, mint a Repulsion, Autopsy, Sarcófago és az első két Sepultura kiadvány.  A war metál zenekarok közé tartozik a Blasphemy, Archgoat, Impiety, In Battle, Zyklon-B.

#### Blackgaze

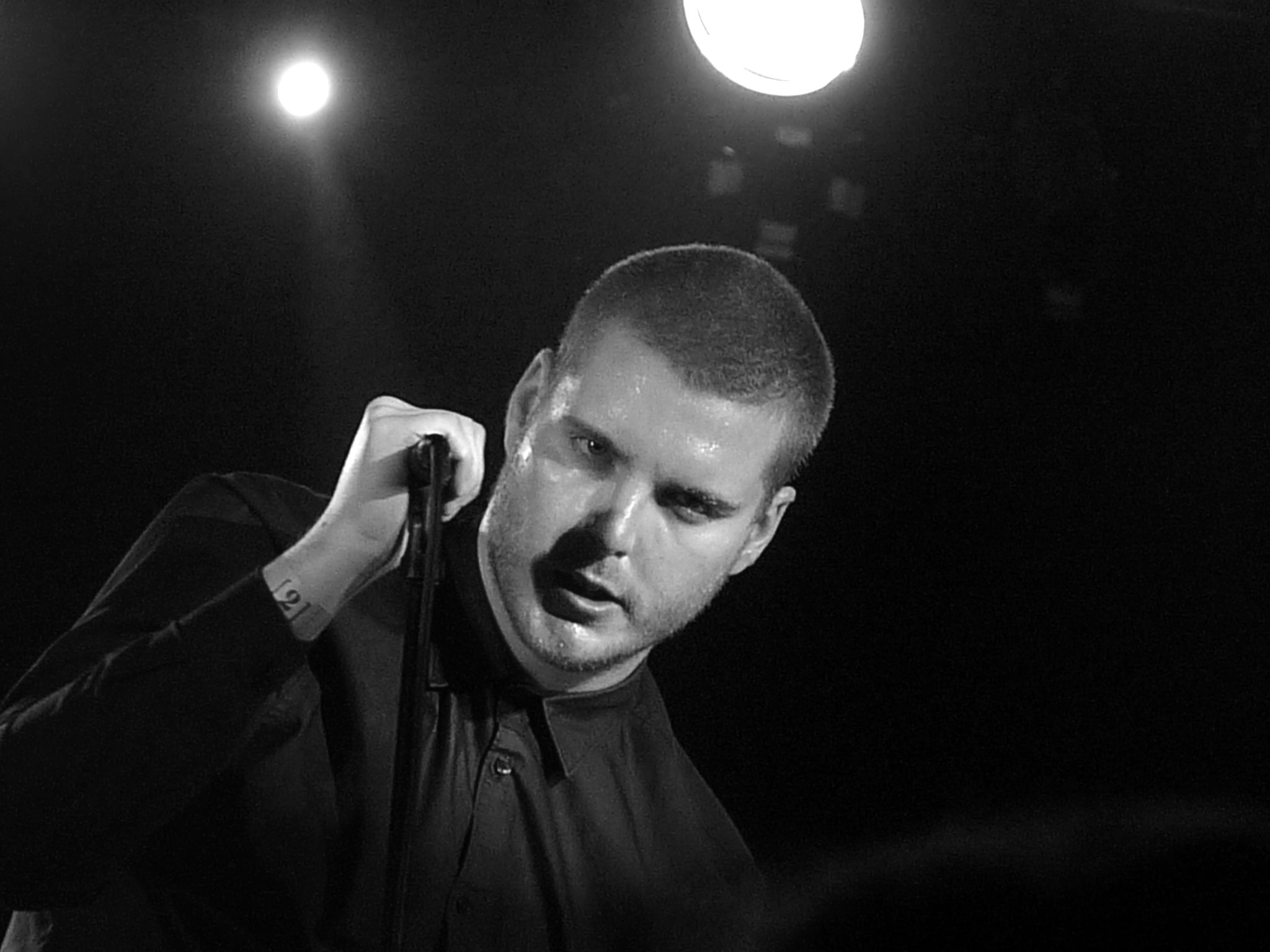
George Clark, a Deafheaven blackgaze zenekarból

A blackgaze a black metál és a shoegaze műfaji fúziója, amely a 2000-es évek elején alakult ki. A műfaj gyakran tartalmaz a black metálban megszokott nehezebb elemeket, beleértve a blast beat dobolást és a magasan üvöltött éneket dallamos elemekkel, valamint a shoegazinggel jellemzően társított erősen torzított „Wall of Sound” gitárstílusokat. Az Alcest nevű francia shoegazing zenekart gyakran tartják a műfaj hatásának és megformálójának, míg az olyan amerikai zenekarok, mint a Deafheaven, a műfaj jellemzőinek meghatározásaként váltak szinonimává.

#### Poszt-black metál
A post-black metál a black metál egy alműfaja, amely a többi formánál több kísérletezést és kreatív kifejezést hangsúlyoz, valamint a különböző zenei műfajok black metálba való átformálását. Olyan zenekarok, mint a Deafheaven, Alcest, Liturgy, Deathspell Omega és Altar of Plagues neves zenekarok ebben a műfajban.

## Keresztény metál

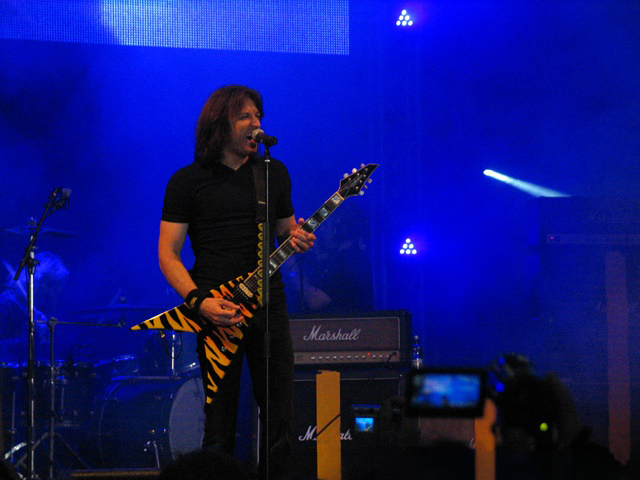
Michael Sweet, a Stryper keresztény metál bandából

A keresztény metál, más néven white metál a heavy metal zene egy formája, amelyet általában a dalszövegek üzenetével, valamint a zenekar tagjainak a kereszténység iránti elkötelezettségével határoznak meg. A keresztény metált jellemzően vallásos keresztények adják elő, néha elsősorban a heavy metal zenét hallgató keresztények számára, és zenéiket gyakran különböző keresztény hálózatokon keresztül gyártják és terjesztik.
Keresztény metál művészek a heavy metal zene minden alműfajában léteznek, és az egyetlen közös kapocs a legtöbb keresztény metál művész között a dalszövegek. A keresztény témák gyakran keverednek annak a műfajnak a témáival, amelyben a zenekar gyökerezik, és rendszeresen keresztényi megközelítést adnak a témához. Azzal érvelnek, hogy a marginális, de nemzeteken átívelő keresztény metál szubkultúra alternatív vallási kifejezési formát és keresztény identitást biztosít a törzstagoknak, és hogy a zene azt a célt szolgálja, hogy pozitív alternatívát vagy ellensúlyt nyújtson a „világi” metálzenével szemben, amely általában sötét és negatív üzenetéről ismert.
A keresztény metál az 1970-es évek végén alakult ki a szélesebb heavy metal zenei színtér evangelizációs eszközeként, és az amerikai Resurrection Band és Petra zenekarok, valamint a svéd Jerusalem volt az úttörője. A Los Angeles-i Stryper az 1980-as években ért el széles körű sikert. Az 1990-es években a kaliforniai Tourniquet és az ausztrál Mortification vezette a mozgalmat. A rap-metal banda, a P.O.D. és a metálcore együttesek, az Underoath, a Demon Hunter, az As I Lay Dying és a Norma Jean (a Revolver magazin által „The Holy Alliance” néven emlegetett) a 21. század első évtizedében némi mainstream figyelmet hozott a mozgalomnak, és a Billboard 200-as listáján helyezést értek el A Saving Grace, és a Skillet további példák keresztény metál együttesekre.

### A keresztény metál irányzatai

#### Unblack metál

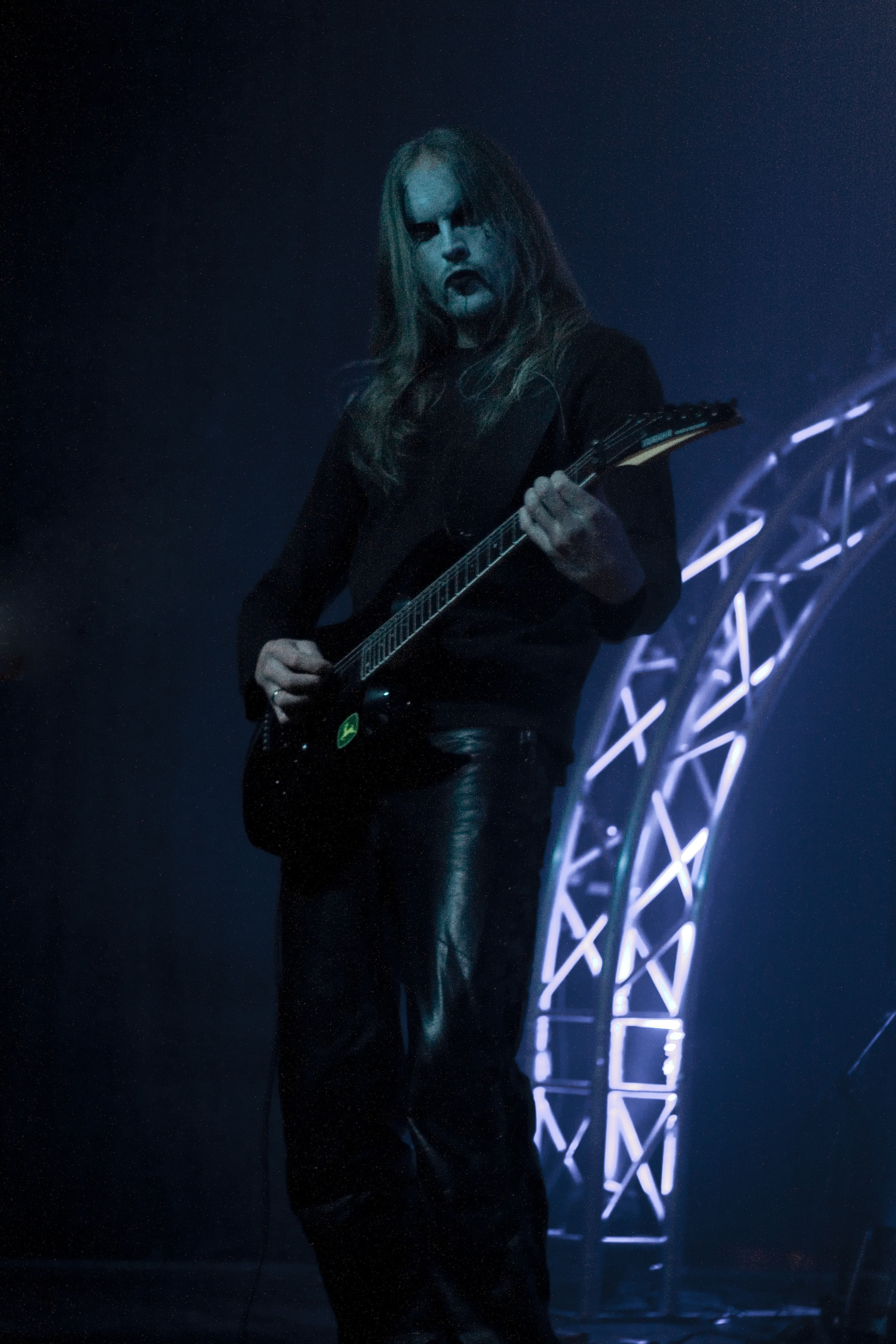
Lars Stokstad, az Antestor unblack metál bandából

Az unblack metál, néha keresztény black metálnak is nevezik, egy olyan zenei műfaj, amely stilisztikailag black metál, de amelynek előadói a kereszténységet népszerűsítik szövegeikben és képeikben. Az ilyen művészek ellentmondásosak, főleg azért, mert a black metál úttörői, különösen a második hullám tagjai, a kereszténységgel szembeni ellenségeskedésre akartak buzdítani. Azt is feltételezik, hogy a kereszténység ellentmond a black metál sötét természetének, valamint sok zenekar individualista és embergyűlölő eszméinek.
A keresztény black metál mozgalom pontos kezdete vitatott. Az ausztrál Horde zenekar 1994-es Hellig Usvart című albuma hozta be a koncepciót és a szent un black metál kifejezést (ez egy szójáték a Darkthrone „unholy black metál” szlogenjére, amit az A Blaze in the Northern Sky és az Under a Funeral Moon albumokon használtak) a média figyelmébe. A norvég Antestor 1990-ben alakult death/doom zenekarként, és 1991-ben adta ki a The Defeat of Satan című demóját, mielőtt 1994-es Martyrium című albumukon elkezdtek a black metál irányába elmozdulni. További példák a nem black metál zenekarokra a Crimson Moonlight, az Admonish és a Frosthardr.

## Crust punk
A crust punk, gyakran egyszerűen csak crustnak nevezik, az anarcho-punk, a hardcore punk és az extrém metál által befolyásolt zenei forma. A stílus, amely az 1980-as évek közepén alakult ki Angliában, gyakran tartalmaz sötét és pesszimista dalszövegeket, amelyek politikai és társadalmi problémákon merengenek el. A „crust” kifejezést a Hellbastard alkotta meg az 1986-os Ripper Crust demójukon.
A Crustot részben a „basszusos” és „piszkos” hangzás határozza meg. Gyakran gyors tempóban játsszák, alkalmanként lassú szakaszokkal. A vokálok általában gutturálisak, és lehetnek morgók vagy sikoltozók. A crust punk a Crass és a Discharge anarcho-punk aspektusából, valamint olyan zenekarok extrém metáljából merít, mint a Venom és a Celtic Frost. Nevezetes crust punk zenekarok közé tartozik az Amebix, az Antisect és a Doom.

### A crust punk irányzatai

#### Blackened crust
A crust punk együttesek, mint például az Amebix, némi hatást gyakoroltak a korai black metál együttesekre, mint a Venom, a Hellhammer és a Celtic Frost. Hasonlóképpen, a Bathory-t kezdetben a crust punk, valamint a heavy metal inspirálta. A crust punkot az 1990-es években a black metál második hulláma is befolyásolta, és néhány együttes hangsúlyozta ezeket a black metál elemeket. Az Iskra talán a legnyilvánvalóbb példa a második hullám black metál-hatású crust punkjára; az Iskra saját maga alkotta meg a „blackened crust” kifejezést új stílusuk leírására. A Gallhammer nevű japán csapat szintén a crust punkot ötvözte a black metállal, míg az angol Fukpig zenekarról azt mondják, hogy a crust punk, a black metál és a grindcore elemeit tartalmazza Emellett a norvég Darkthrone zenekar újabb anyagaiba crust punk vonásokat épített be. Ahogy Daniel Ekeroth írta 2008-ban:

„Ironikus paradoxon, hogy a black metal és a crust punk nemrégiben elkezdte átölelni egymást. A Darkthrone és a Satyricon tagjai az utóbbi időben azt állították, hogy szeretik a punkot, míg a crustosok körében a black metal a legújabb divat. Sőt, a crust punk zenekar Skitsystem legújabb albuma nagyon black metalosan hangzik - míg a Darkthrone legújabb black metal opusza nagyon punkosan! Ez a 90-es évek elején elképzelhetetlen lett volna.”

– 

## Death metál

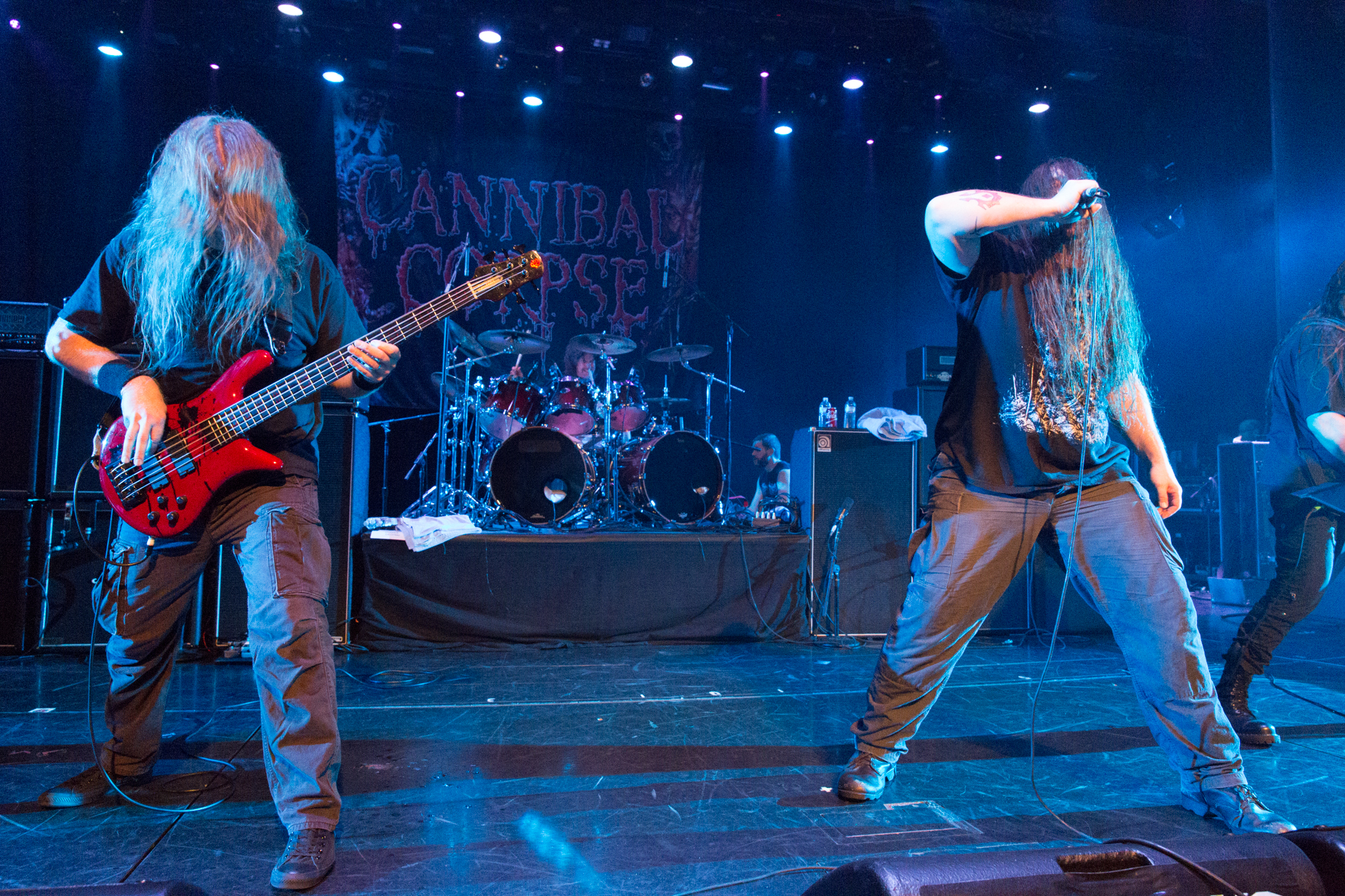
Death metál banda, a Cannibal Corpse

A death metál a heavy metal zene egy extrém alműfaja. A death metalt kemény és visszafogott hangzás jellemzi. A gitárokat és a basszusgitárt gyakran heavy metal változatokra alakítják át, hogy több hangszínt is lehalkítsanak, ezzel páratlanul sötét és agyatlan hangzást hozva létre. Jellemzően erősen torzított gitárokat, tremolo pengetést, mély morgó éneket, blast beat dobolást, moll hangnemeket vagy atonalitást és összetett dalszerkezeteket alkalmaz, többszörös tempóváltásokkal.
A thrash metál és a korai black metál zenei struktúrájából építkezve a death metál az 1980-as évek közepén alakult ki. A műfaj kialakulásában olyan metál együttesek, mint a Slayer, a Kreator, a Celtic Frost, és a Venom nagyon fontos hatással voltak a műfaj kialakulására,. A Possessed és a Death, valamint olyan együttesek, mint az Obituary, Carcass, Deicide és Morbid Angel gyakran tekintik a műfaj úttörőinek.  Az 1980-as évek végén és az 1990-es évek elején a death metál nagyobb médiafigyelemre tett szert, mivel a népszerű műfaji niche lemezkiadók, mint a Combat, az Earache és a Roadrunner gyors ütemben kezdtek death metál bandákat szerződtetni Azóta a death metál diverzifikálódott, és számos alműfajt szült.

### A death metál irányzatai

#### Blackened death metál
A blackened death metál a death metál és a black metál stílusát ötvözi. Példák a blackened death metál zenekarokra: Belphegor, Behemoth, Akercocke, Dissection és Sacramentum.

#### Death 'n' roll

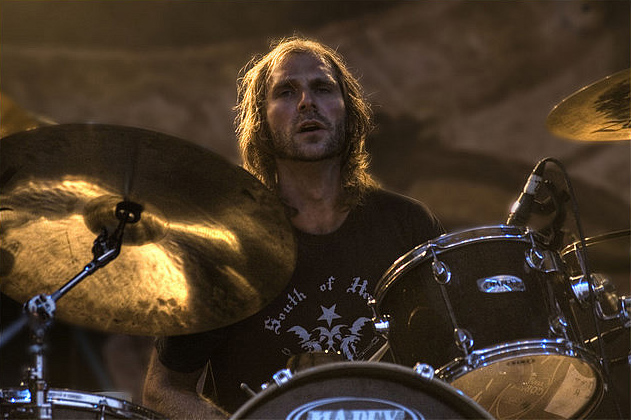
Olle Dahlstedt, az Entombed tagja

A "Death'n'roll" kifejezés olyan death metál zenekarokra utal, amelyek rock and roll elemeket is beépítenek a hangzásukba. A kifejezés a death metál és a rock 'n' roll keveréke. Az elért hatás a death metál védjegye, a morgó ének és az erősen torzított , detuningolt gitár riffelés kombinációja az 1970-es évek hard rock és heavy metal elemekre emlékeztető elemekkel. Nevezetes példák közé tartozik az Entombed, Six Feet Under, Gorefest, Helltrain és Deuteronomium.

#### Melodic death metál

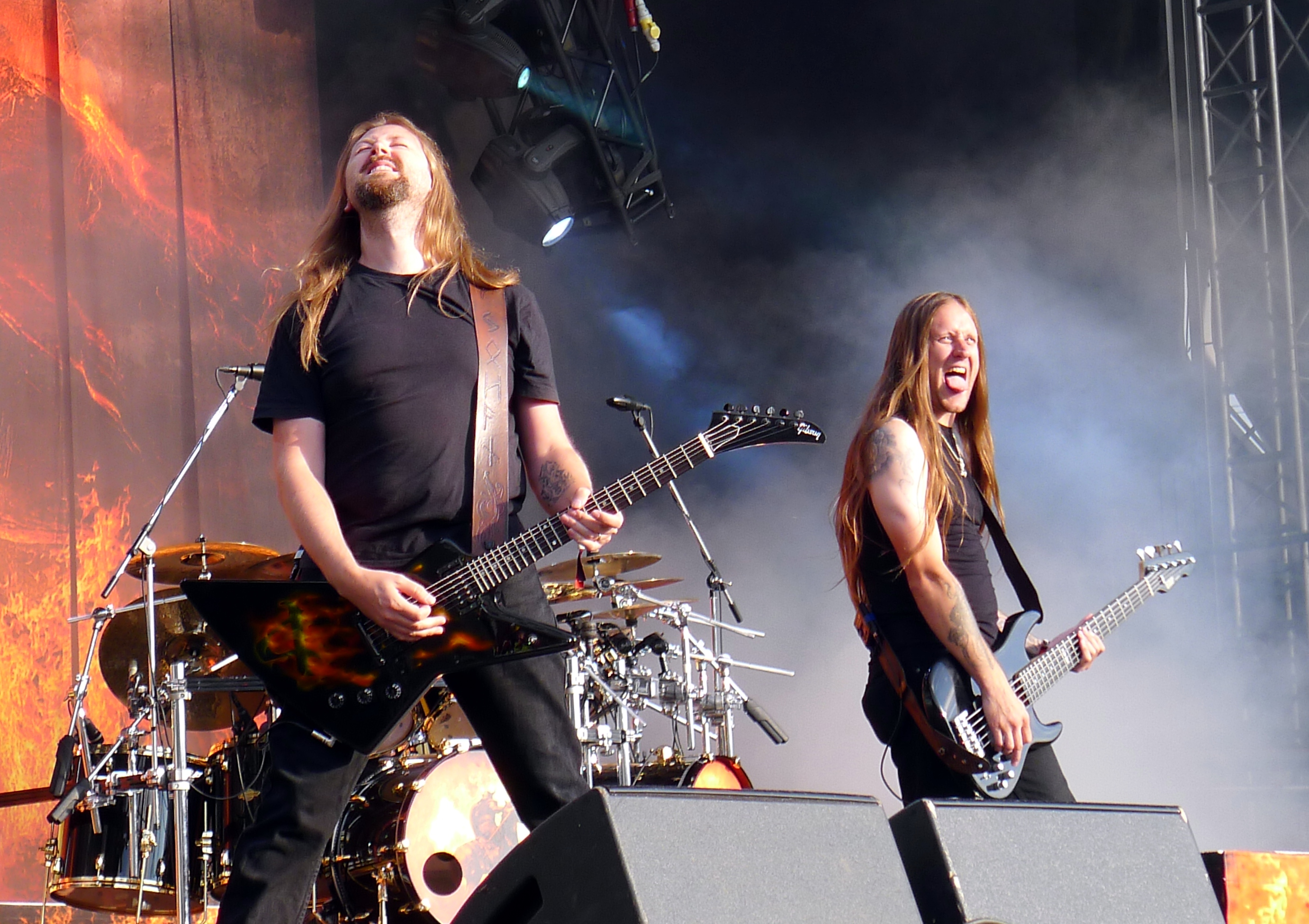
Svéd melodic death metal zenekar, az Amon Amarth

A melodic death metál, más néven melodeath vagy MDM egy heavy metal zenei stílus, amely a brit heavy metal új hullámának (NWOBHM) elemeit ötvözi a death metál elemeivel. A stílus az 1990-es évek elején és közepén alakult ki, elsősorban Angliában és Skandináviában. Különösen a svéd death metál színtér tett sokat a stílus népszerűsítéséért, amelynek központja hamarosan a svédországi Göteborgban található „göteborgi metál” színtér lett. Néhány kiemelkedő dallamos death metál zenekar közé tartozik az Amon Amarth, az At the Gates, a Soilwork, a Dark Tranquillity, az Arch Enemy, az In Flames és a Carcass. Az utóbbi időben a műfaj határai is elmosódtak. A melodikus death metált gyakran kombinálják olyan műfajokkal, mint az avantgárd metál, a doomsday metál, a flogging metál vagy a black metál. A 2000-es években a típus több irányba is fejlődött.

#### Technical death metál

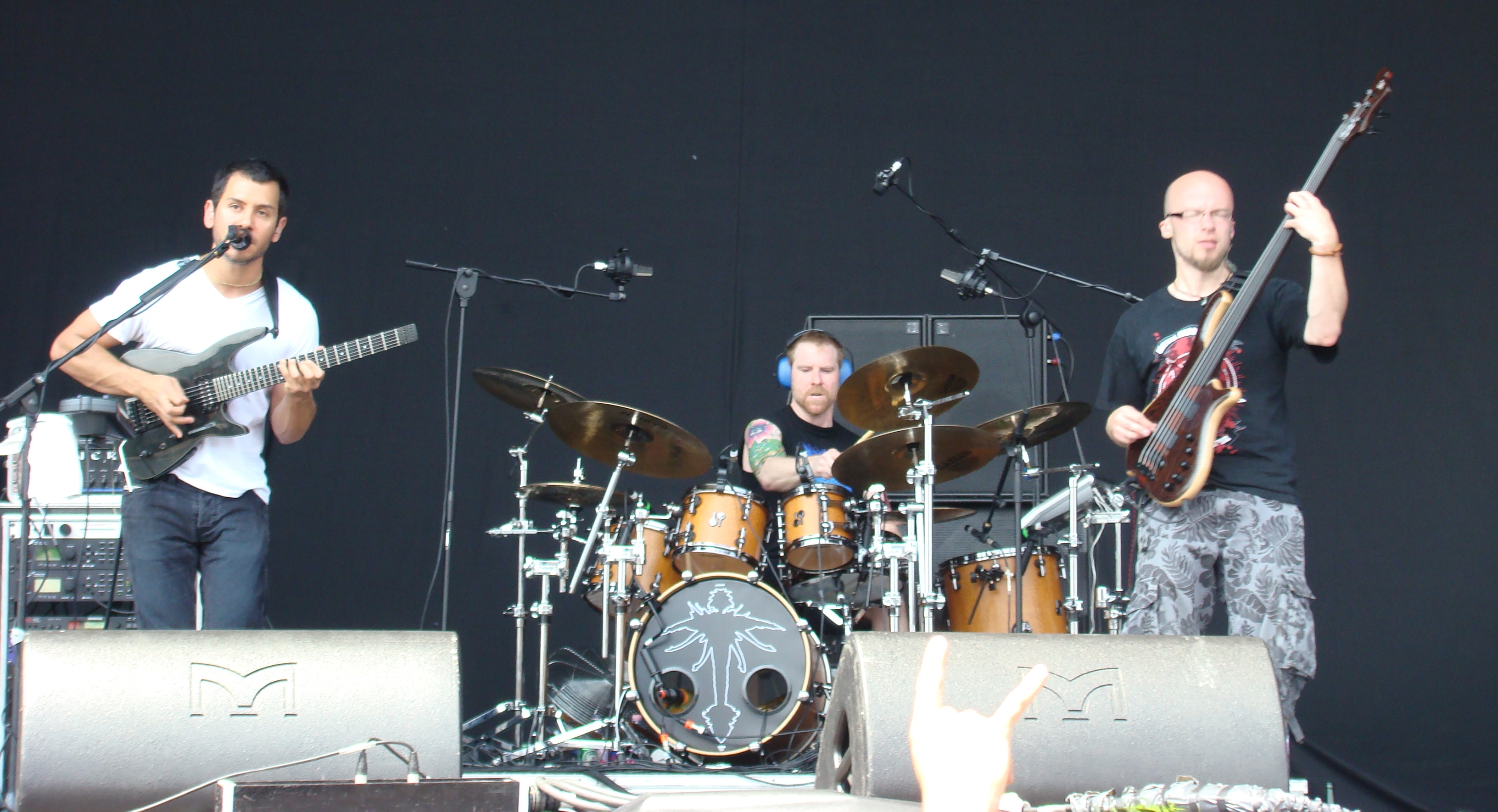
Technical death metál banda, a Cynic

A technical death metált, gyakran rövidítve tech death, gyors, technikailag összetett gitár- és dobmunka jellemzi, amely gyakran kiterjedt gitárszólókat is tartalmaz. Az énekhang gyakran a death metál torokhang jellegű hangzását veszi át. Az első tech death zenekarok közé tartozik a Death, Pestilence, Atheist, Nocturnus, Cynic, Origin és Cephalic Carnage. A zene gyakran sötét természetű.

#### Szimfonikus death metál
A szimfonikus death metálként leírt zenekarok közé tartozik a Necronomicon, a Septicflesh, az Ex Deo, a Children of Bodom, az Epica, és a Fleshgod Apocalypse. Haggard 2000-ben megjelent Awaking the Centuries című albumát death metál stílusú szimfonikus metálként írták le.

## Doom metál

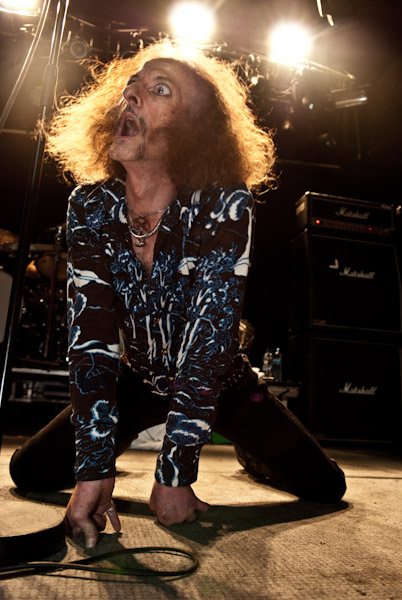
Bobby Liebling a Pentagram doom metál bandából

A doom metál a heavy metal zene egy extrém formája, amely jellemzően lassabb tempót, mélyre hangolt gitárokat és sokkal „vastagabb” vagy „nehezebb” hangzást használ, mint más metál műfajok. Mind a zene, mind a dalszövegek a kétségbeesés, a rettegés és a közelgő végzet érzését kívánják kelteni. A műfajra nagy hatással van a Black Sabbath korai munkássága, akik a doom metál prototípusát alkották olyan dalokkal, mint a „Black Sabbath”, az „Electric Funeral” és az „Into the Void”. Az 1980-as évek első felében számos angol (Pagan Altar, Witchfinder General), amerikai (Pentagram, Saint Vitus, Trouble) és svéd (Candlemass, Count Raven) zenekar határozta meg a doom metált, mint önálló műfajt.

### A doom metál irányzatai

#### Death/doom

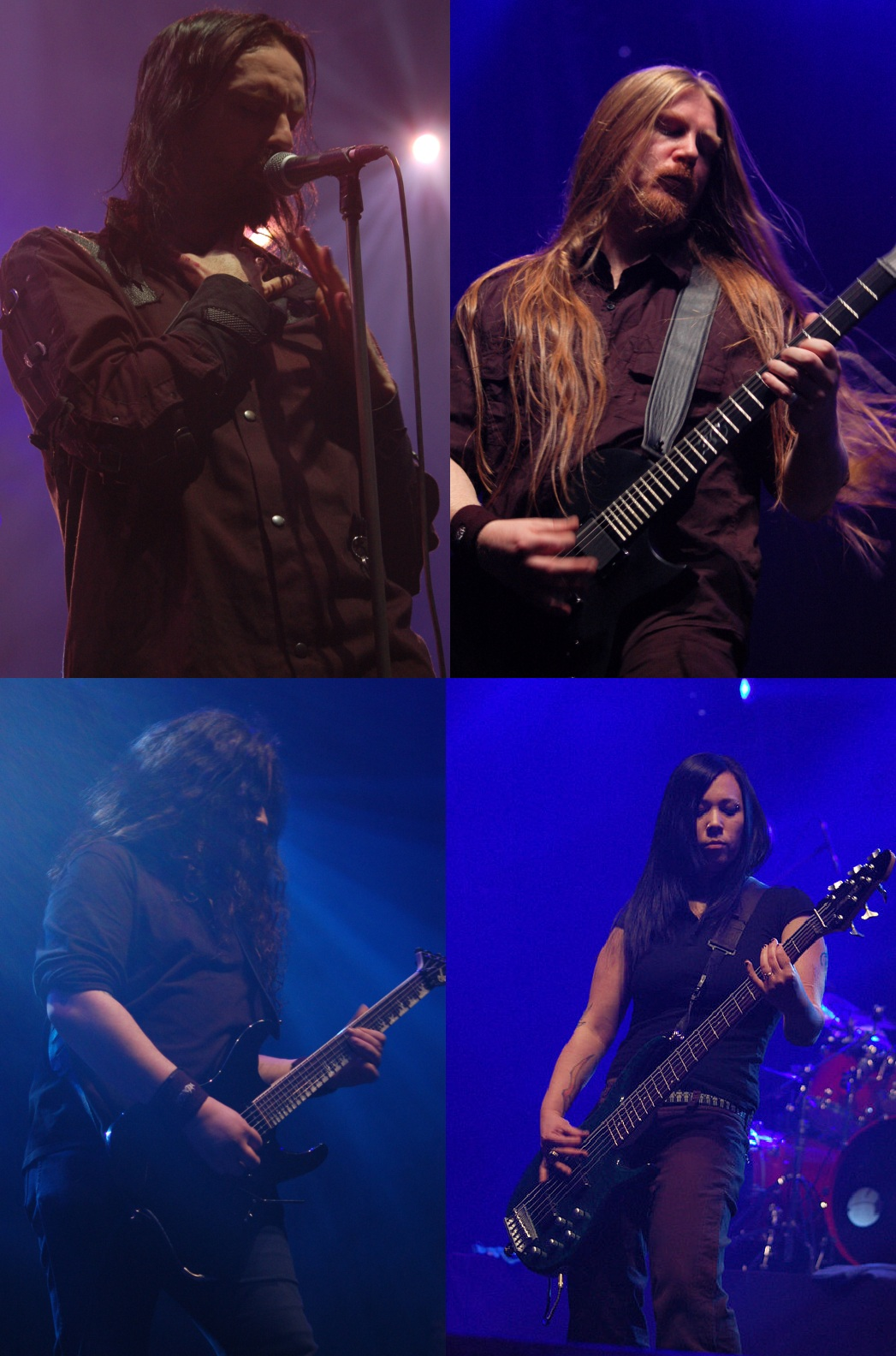
Death/doom zenekar, a My Dying Bride

A death/doom, néha death-doom vagy deathdoom néven írják, a heavy metal egy extrém alműfaja. A doom metál lassú tempóját és pesszimista vagy depresszív hangulatát ötvözi a death metál mély morajló énekével és dupla rúgós dobolásával. A műfaj az 1980-as évek közepén alakult ki, és az 1990-es években szerzett némi népszerűséget, de a 21. század fordulójára már kevésbé volt elterjedt. A death/doom viszont a vele szorosan rokon műfaj, a funeral doom, valamint a dallamosabb és romantikusabb gothic metál kialakulását eredményezte. A death/doom műfaj az 1980-as évek közepén alakult ki, amikor a korai elődök, mint például a Dream Death elkezdték keverni a hagyományos doom metált a thrash és a kialakulóban lévő death metál színtér hangzásával. Az olyan zenekarok korai lemezei, mint a Paradise Lost, a My Dying Bride és az Anathema a 80-as évek közepének Celtic Frost és Candlemass hangzását kombinálták női énekkel, billentyűs hangszerekkel és a My Dying Bride esetében hegedűkkel.

#### Drone metál

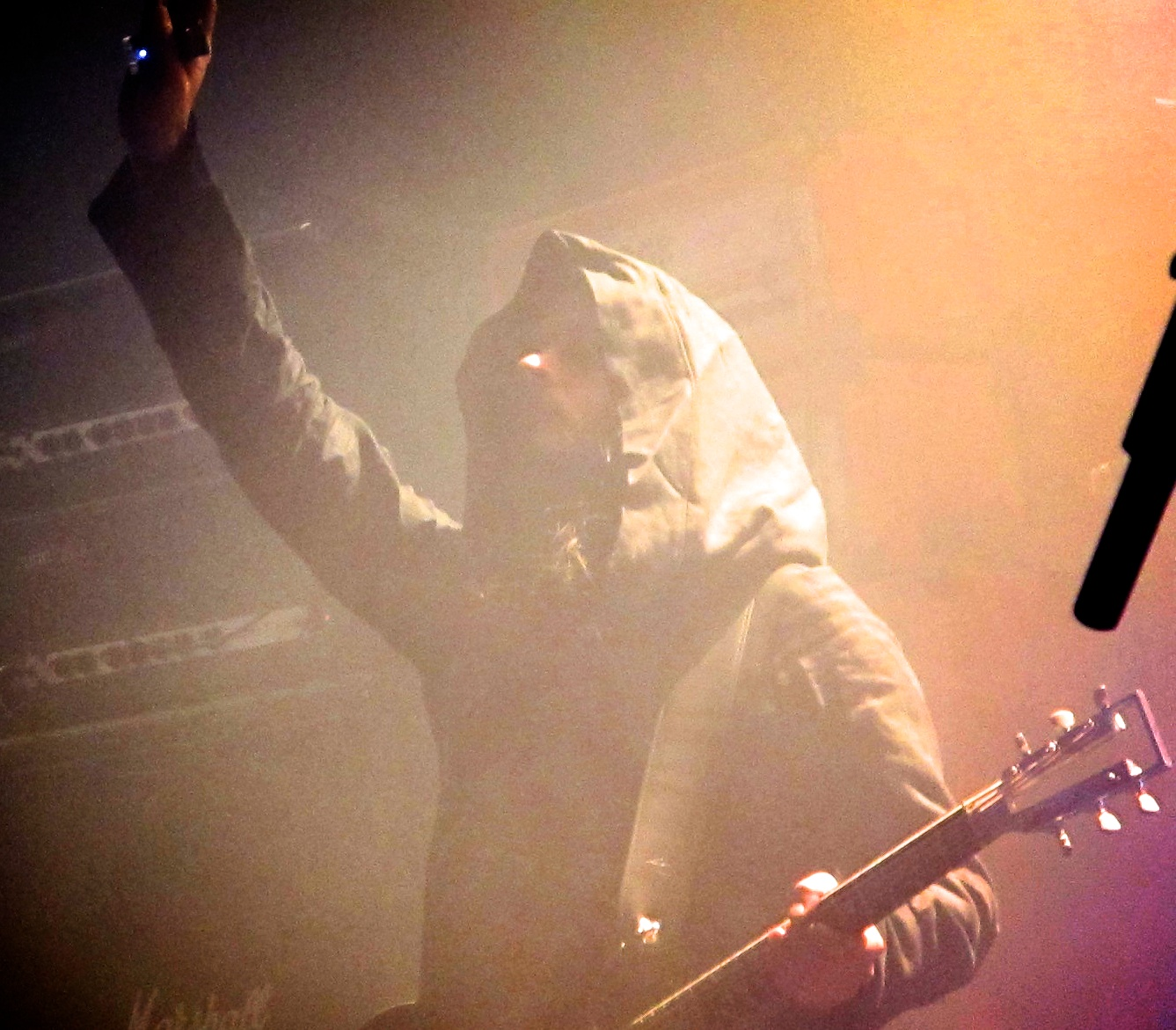
Greg Anderson a Sunn O))) drone metál zenekarból.

A drone metál, más néven drone doom, a doom metál származékaként indult, és nagyrészt a drone-ok határozzák meg; olyan hangjegyek vagy akkordok, amelyeket egy zenei darab során fenntartanak és ismételgetnek. Jellemzően az elektromos gitárt nagy mennyiségű visszhanggal és visszacsatolással adják elő, míg az ének, ha van, általában morogva vagy sikítva szólal meg. A dalok gyakran nagyon hosszúak, és hiányzik belőlük a hagyományos értelemben vett ütem vagy ritmus. A drone doomra általában hatással van a drone zene, a zajzene és a minimalista zene. A stílus az 1990-es évek elején alakult ki, és az Earth, Boris és a Sunn O))) volt az úttörője.

#### Funeral doom
A funeral doom a doom metál egy olyan stílusa, amely keresztezi a death-doomot a temetési gyászzenével. Nagyon lassú tempóban játsszák, és a hangsúlyt az üresség és a kétségbeesés érzésének felidézésére helyezi. Jellemzően az elektromos gitárokat erősen torzítják, és gyakran használnak dark ambient elemeket, mint például billentyűs hangszereket vagy szintetizátorokat, hogy „álomszerű” hangulatot teremtsenek. Az ének gyászos énekekből vagy morgásokból áll, és gyakran a háttérben van. A funeral doom úttörője a Mournful Congregation (Ausztrália), Esoteric (Egyesült Királyság), Evoken (Egyesült Államok), Funeral (Norvégia), Thergothon (Finnország), Skepticism (Finnország) és Corrupted (Japán) volt.

#### Sludge metál

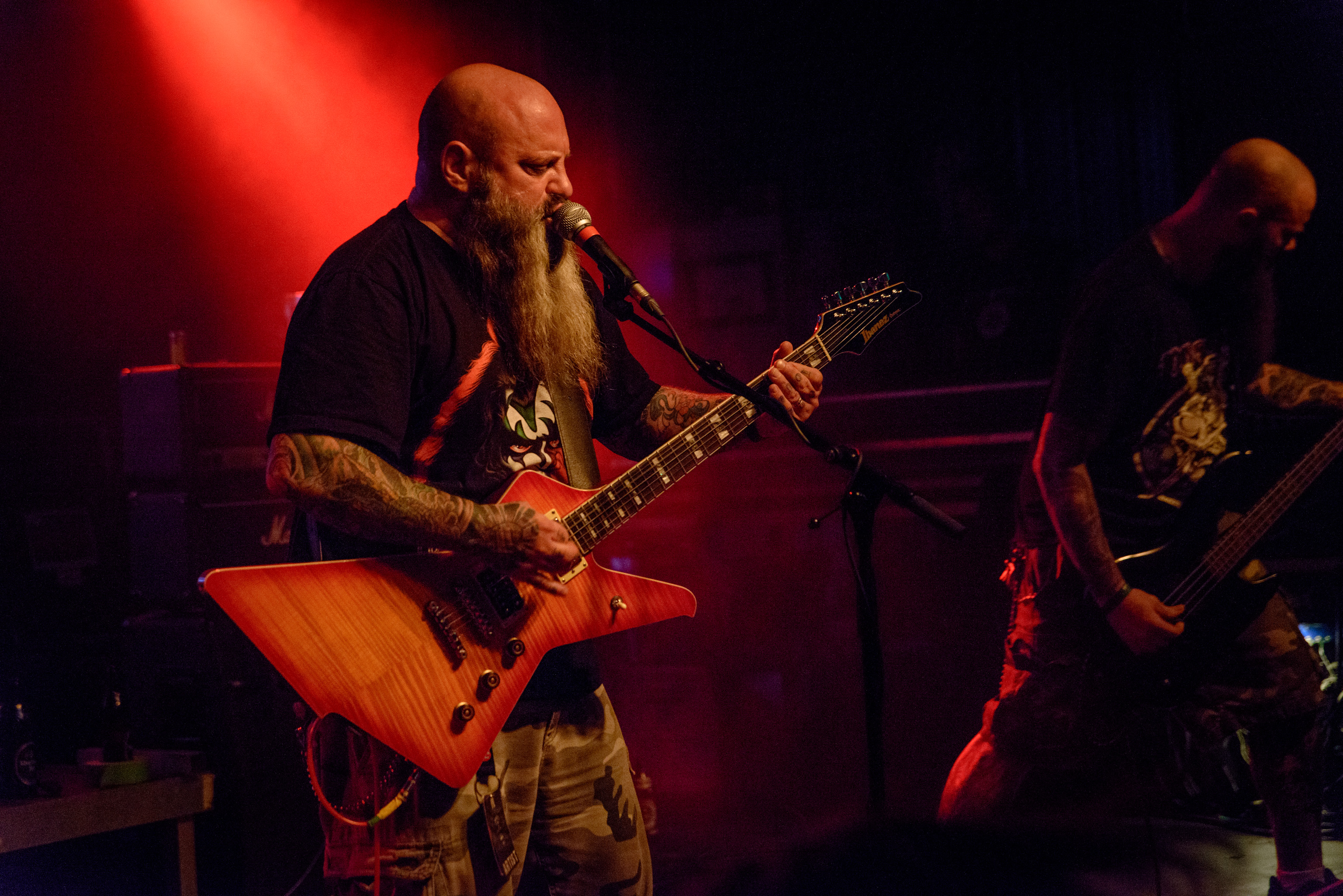
Sludge metál zenekar, a Crowbar

A sludge metál az 1980-as évek elején-közepén kezdődött, amikor a hardcore punk zenekarok, mint a Black Flag és a Flipper elkezdték lassítani a tempójukat és a doom metál elemeit beépíteni. Ez a stílus aztán átterjedt Washingtonba, ahol a Melvins-t olyan kiadványok, mint a Revolver, úgy jellemezték, mint a zenekart, amely „feltalálta a sludge-ot”. Az 1990-es évekre Louisianában alakult ki az egyik legnagyobb és legbefolyásosabb sludge metál élet, olyan zenekarokkal, mint az Acid Bath, a Crowbar, a Down és az Eyehategod. Sok sludge zenekar lassú és nehéz dalokat komponál, amelyek rövid hardcore részeket tartalmaznak. Néhány zenekar azonban a gyors tempókat hangsúlyozza zenéjében. A vonós hangszereket erősen torzítják és gyakran nagy mennyiségű visszacsatolással játszanak, hogy koptató, sludge hangzást hozzanak létre. A dobolást gyakran a tipikus doom metál módjára végzik, de a dobosok a gyorsabb szakaszok során alkalmazhatnak hardcore d-beat vagy double-kick dobolást. A vokálok általában kiabáltak vagy sikoltoztak, a dalszövegek pedig általában pesszimista jellegűek. A szenvedés, a kábítószerrel való visszaélés, a politika és a társadalom iránti harag gyakori lírai témák.

#### Stoner metál
A stoner rock vagy stoner metál jellemzően lassú-közepes tempójú, mélyre hangolt és basszusnehéz. A pszichedelikus rock, a blues rock és a doom metál elemeit ötvözi, gyakran dallamos énekkel és „retro” produkcióval. A műfaj az 1990-es évek elején alakult ki, és elsősorban a kaliforniai Kyuss és Sleep együttesek voltak az úttörői. További kiemelkedő stoner metál együttesek az Acid King és az Electric Wizard.

## Extrém metál

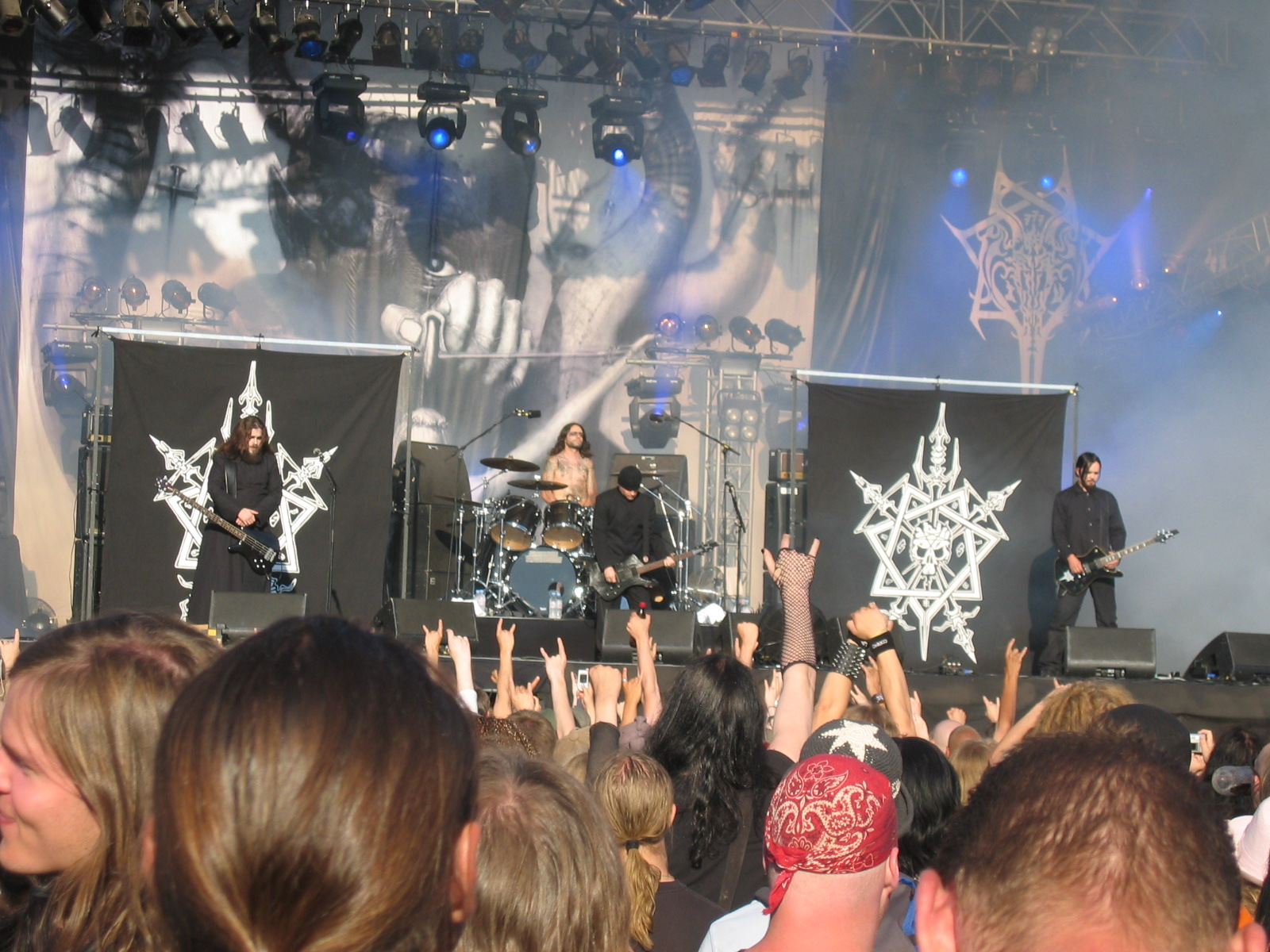
A Celtic Frost együttes 2006-ban

Az extrém metál számos rokon heavy metal zenei alműfajból áll, amelyek az 1980-as évek eleje óta alakultak ki, és általában egy kíméletlenebb, durvább, underground, nem kommercializált stílus vagy hangzás jellemzi, amelyet szinte mindig olyan műfajokhoz társítanak, mint a black metál, death metál, doom metál, thrash metál és néha speed metál. Az extrém metál zenét nagyrészt a hangzásbeli szélsőségesség jellemzi. Ez abban nyilvánul meg, hogy a műfaj extrém tempóformákat (lassú és gyors tempót egyaránt), szokatlan dalszerkezeteket, erősített torzítású hangzásvilágot és vokálmanipulációkat, valamint olyan szöveges témákat használ, amelyek a halált, az erőszakot és az okkultizmust foglalják magukban.
Az extrém metál definíció szerint ellenkultúra. Bár sok extrém alstílus nem túl ismert a mainstream zene rajongói számára, az extrém metál számos zenei előadóra hatott a heavy metalon belül és kívül.
Az extrém metál zenekarok közé tartozik például a Meshuggah, a Cradle of Filth, a Celtic Frost, a Strapping Young Lad, a Dissection és a Venom első két albuma.

## Folk metál

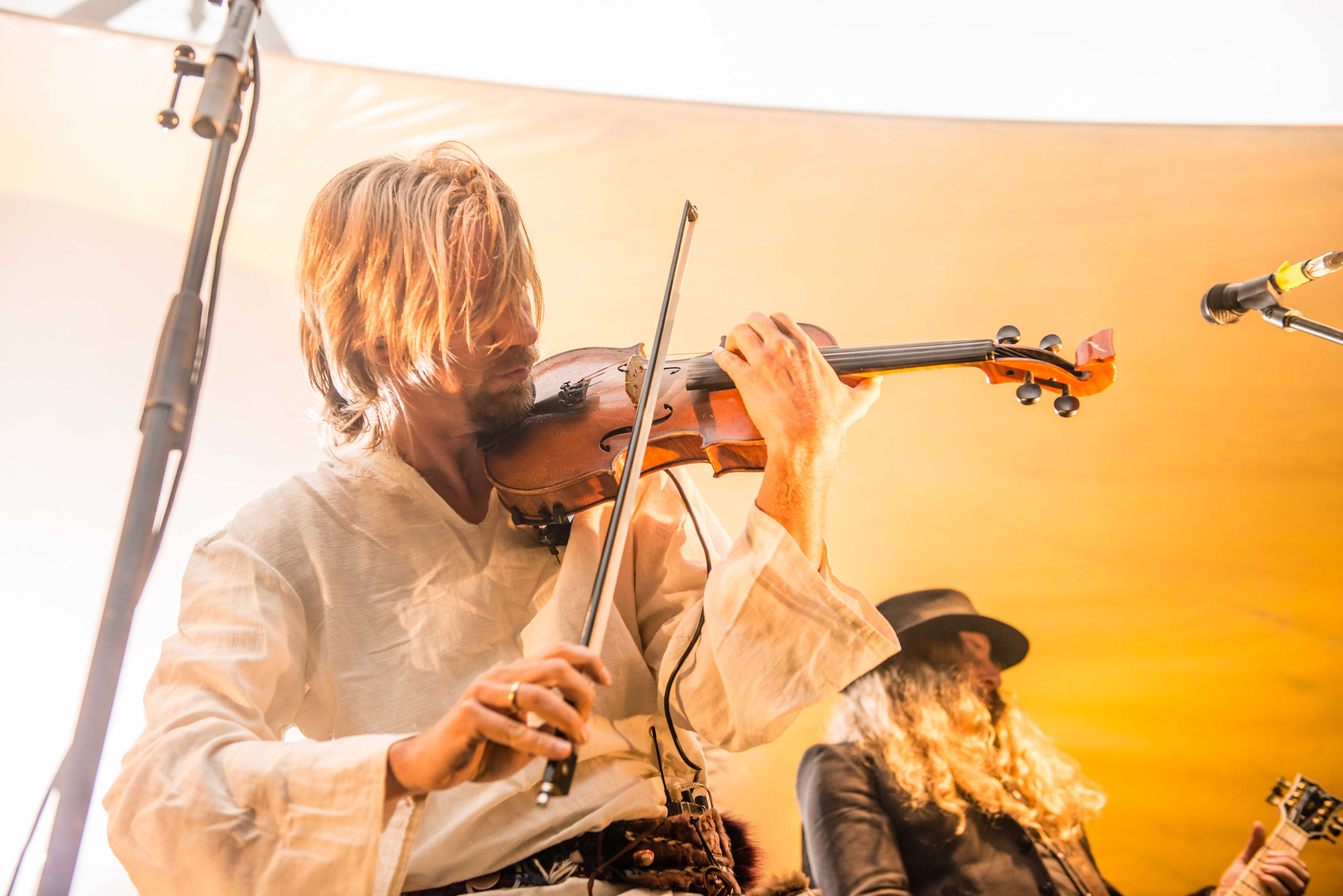
Folk- és viking metal banda, a Korpiklaani

A folk-metal az egyik legfiatalabb metál műfaj. A folk-metal a heavy metal egy alműfaja, amely Európában alakult ki az 1990-es években. Ahogy a neve is mutatja, a műfaj a heavy metal és a hagyományos népzene fúziója. Ez magában foglalja a népi hangszerek és kisebb mértékben a hagyományos énekstílusok széles körű használatát (például a holland Heidevolk, a dán Sylvatica és a spanyol Stone of Erech együttes).
A folk metál legkorábbi példája az angol Golgotha együttes volt, amelynek 1984-es Dangerous Games című EP-je a brit heavy metal új hullámának és a folk stílusok keverékét tartalmazta. A műfaj azonban nem fejlődött tovább egy másik angol zenekar, a Skyclad megjelenéséig. Debütáló albumuk The Wayward Sons of Mother Earth címmel 1990-ben jelent meg. Csak 1994-ben és 1995-ben kezdtek felbukkanni a műfaj más korai közreműködői Európa különböző régióiból, valamint Izraelből. E korai együttesek közül az ír Cruachan és a német Subway to Sally egy-egy különböző regionális variáció élére állt, amelyek idővel kelta metál, illetve középkori metál néven váltak ismertté. Hozzájárulásuk ellenére a folk metál kevéssé ismert maradt, kevés képviselője volt az 1990-es években. Csak a 2000-es évek elején robbant be a műfaj a köztudatba, különösen Finnországban, olyan együttesek erőfeszítéseivel, mint a Finntroll, az Ensiferum, a Korpiklaani, a Turisas és a Moonsorrow. A folk metál Európán kívül is megjelenik. Erre példa a mongol The HU együttes.
A folk metál zenéjét a sokszínűség jellemzi, a zenekarok köztudottan a heavy metal zene és a népzene különböző stílusait adják elő. A műfajban a népi hangszerek széles skáláját használják, és sok zenekarnak hat vagy annál több tagja van a rendszeres felállásban. Néhány zenekar arról is ismert, hogy billentyűs hangszerekre támaszkodik a népi hangszerek hangzásának szimulálásához. A műfaj dalszövegei általában mitológiával, történelemmel és természettel foglalkoznak.

### A folk metál irányzatai

#### Celtic metál

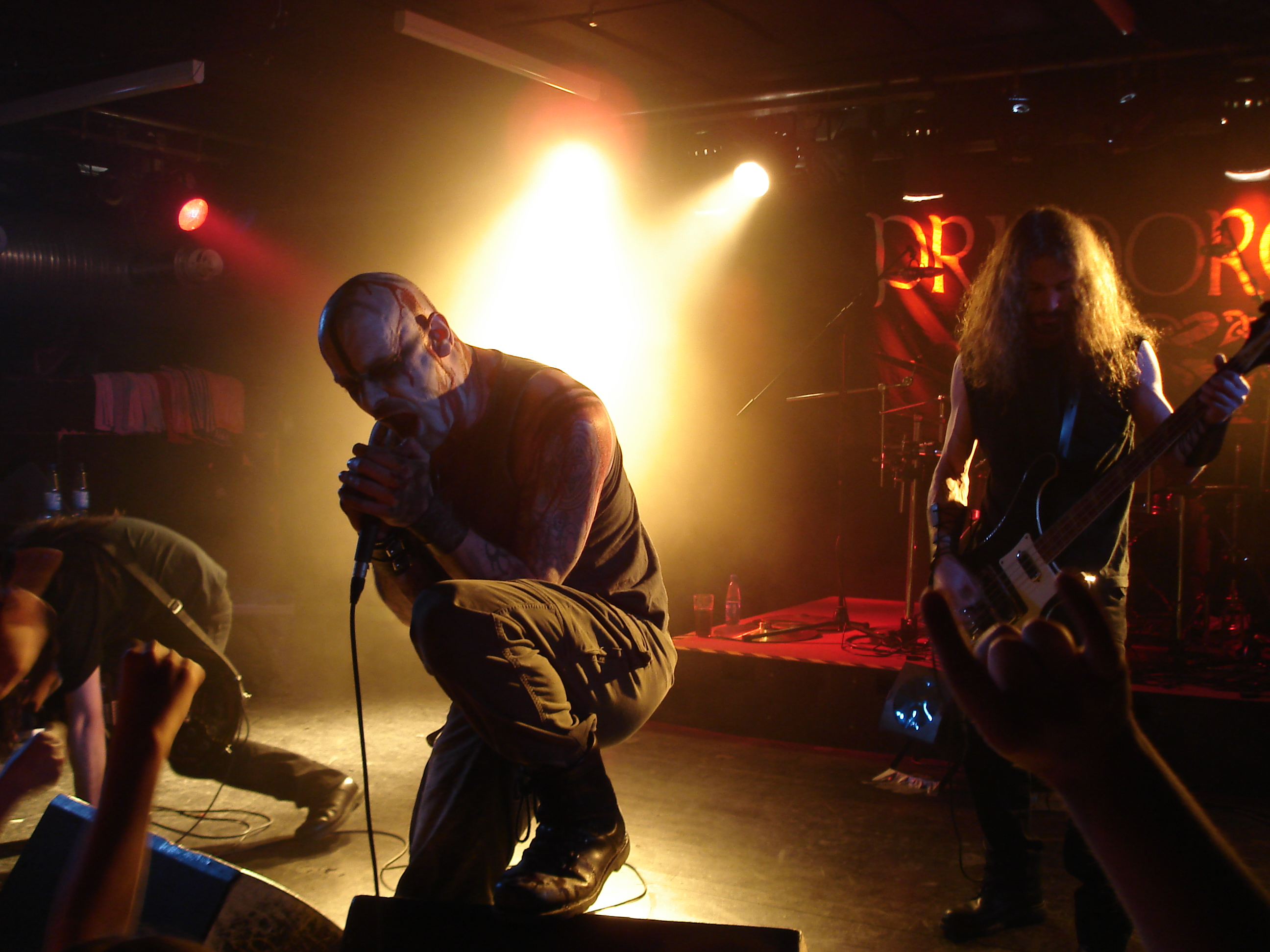
Celtic és pagan metál banda, a Primordial

A kelta metál a folk metál egy alműfaja, amely az 1990-es években alakult ki Írországban. Ahogy a neve is mutatja, a műfaj a heavy metal és a kelta zene fúziója. A műfaj korai úttörői a három ír zenekar, a Cruachan, a Primordial és a Waylander voltak. A műfaj azóta az ír partokon túl is elterjedt, és ma már számos más országból származó zenekarok is ismertek.

#### Kalózmetál
A kalózmetál a folk metál egy alműfaja, amely a heavy metalt, a thrash metalt és néha a speed metalt keveri a kalózmitológiával és általában a tengeri dalok elemeivel. A stílusra nagy hatással volt a Running Wild nevű német heavy metal együttes és annak harmadik stúdióalbuma, az Under Jolly Roger. Népszerű kalózmetál együttesek közé tartozik az Alestorm, a Visions of Atlantis és a Swashbuckle.

#### Pagan metál

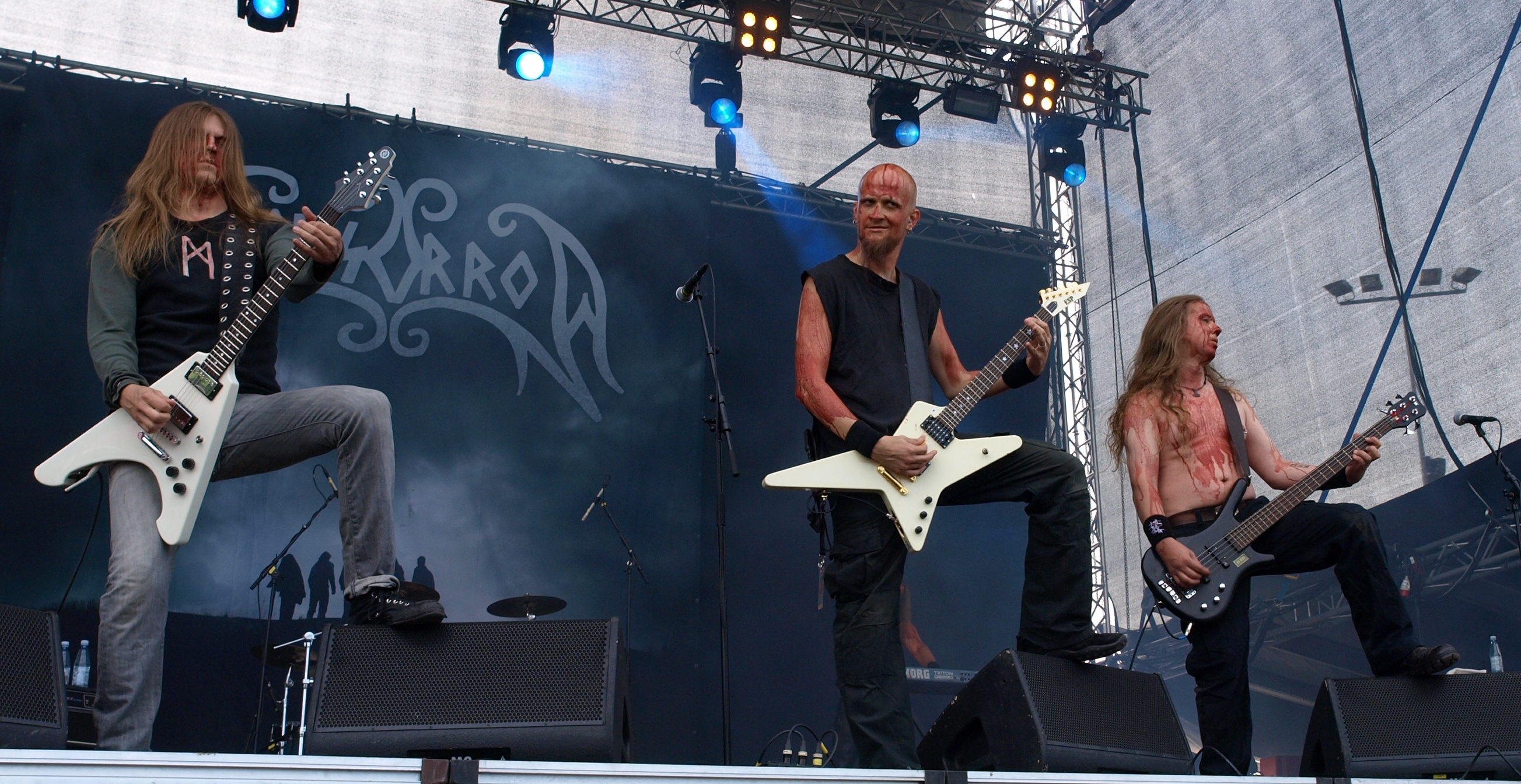
Folk, pagan és viking metál banda, a Moonsorrow

A pagan metál olyan heavy metal zene, amely az extrém metált ötvözi „egy adott kultúra vagy régió kereszténység előtti hagyományaival, tematikus koncepció, rusztikus dallamok, szokatlan hangszerek vagy archaikus nyelvek révén”, általában a folk metálra vagy a black metálra utalva. A norvég In the Woods... zenekar volt az egyik első zenekar, amelyet általában pagan metálnak tekintettek. A metál Hammer szerzője, Marc Halupczok írta, hogy a Primordial „To Enter Pagan” című dala a zenekar „Dark Romanticism” című demójáról hozzájárult a műfaj meghatározásához. A pagan metál zenekarokat gyakran a viking metálhoz és a folk metálhoz kapcsolják. Az olyan zenekarokat, mint a Moonsorrow és a Kampfar, mindhárom műfajba beilleszthetőként azonosították.

## Glam metál

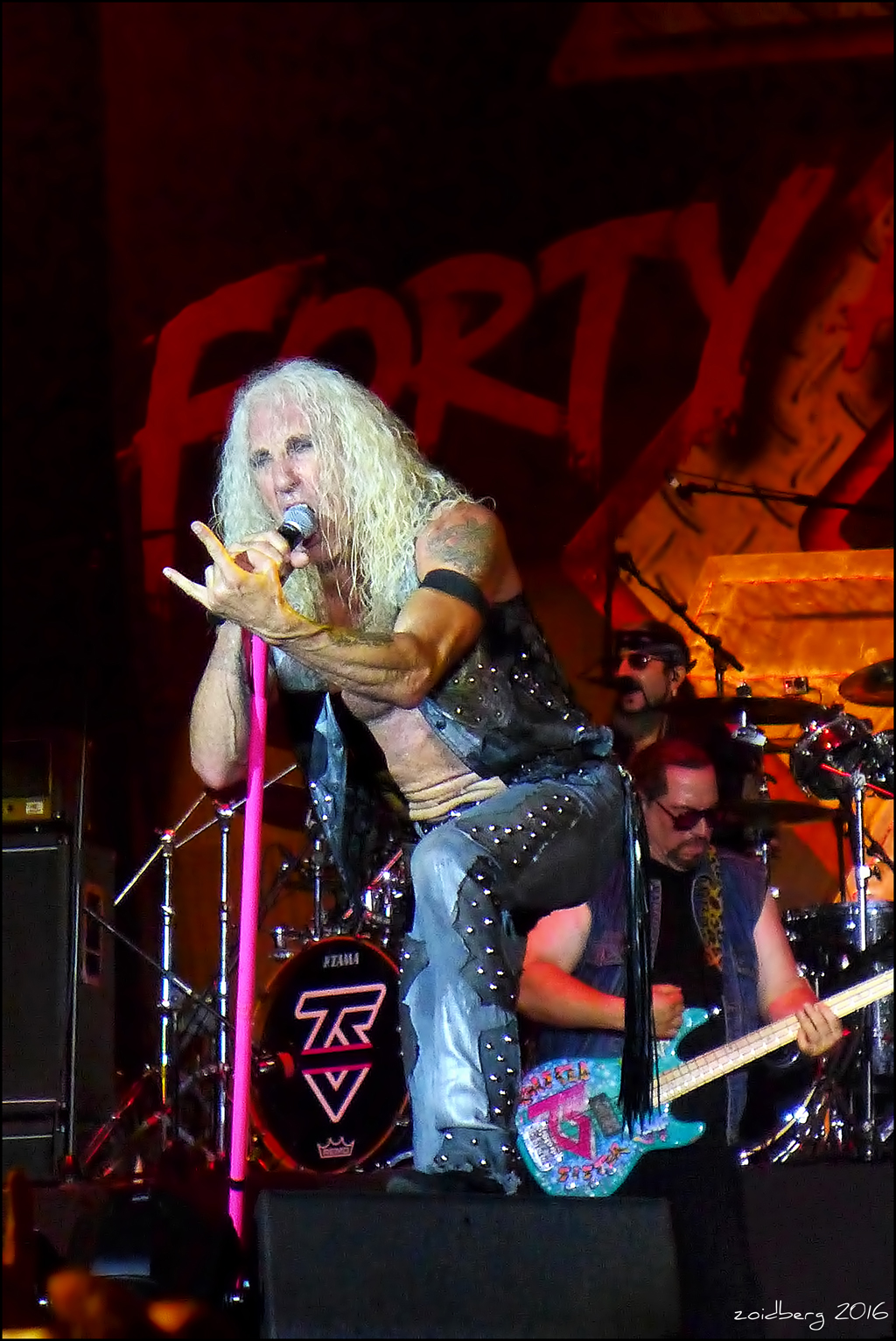
Dee Snider, a Twisted Sister glam metál együttes frontembere

A glam metál (más néven hair metál vagy pop metál) egyes heavy metal együttesek vizuális stílusa, amely az 1970-es évek végén és az 1980-as évek elején alakult ki az Egyesült Államokban, különösen a Los Angeles-i Sunset Strip zenei színtéren. Az 1980-as években és rövid ideig az 1990-es évek elején is népszerű volt, a glam rock extravagáns megjelenését és a kommersz hard rock/heavy metal zenei stílus játszását ötvözve. A Hair bandák kifejezést az MTV népszerűsítette az 1990-es években, és a glam metál előadók azon tendenciájából ered, hogy hosszú hajukat felszegett módon formázták. A zenekarok közül sokan sminkelték magukat, hogy androgün megjelenést érjenek el, hasonlóan néhány 1970-es évekbeli glam rock előadóhoz. A Mötley Crüe, a Twisted Sister, a Stryper, a Bon Jovi, a Poison és a Ratt olyan együttesek, amelyek a glam metál megjelenést alkalmazták színpadi öltözékükben és klipjeikben. Az újabb zenekarok közé tartozik a Black Veil Brides és a Steel Panther.

## Gothic metál

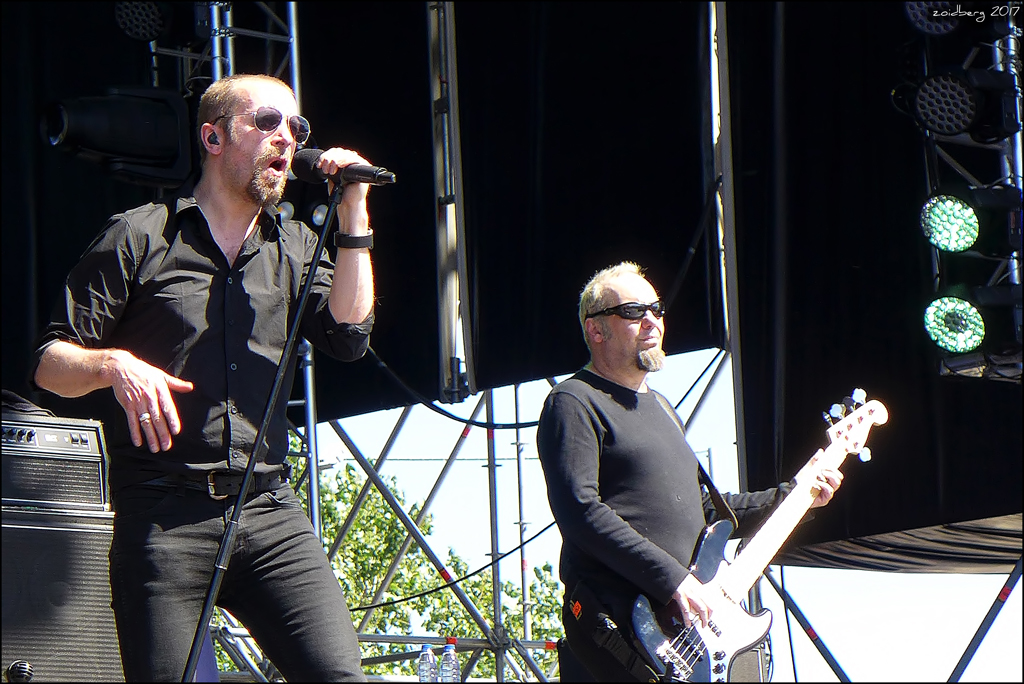
Nick Holmes, a Paradise Lostból

A gótikus metált úgy jellemzik, mint a gótikus rock és a dark wave sötét atmoszférájának kombinációját a doom metál nehézkességével. A műfaj az 1990-es évek közepén alakult ki Európában a death-doom, a doom metál és a death metál fúziós műfajának kinövéseként. A gótikus metál úttörői közé tartozik a Paradise Lost, a My Dying Bride és az Anathema, mind Észak-Angliából. További úttörők az 1990-es évek első feléből a Type O Negative az Egyesült Államokból, a Tiamat Svédországból és a The Gathering Hollandiából. A gothic metál zenekarok közül példaként említhető még a Moonspell, a Theatre of Tragedy, a Lacrimosa és a Lacuna Coil.

## Grindcore

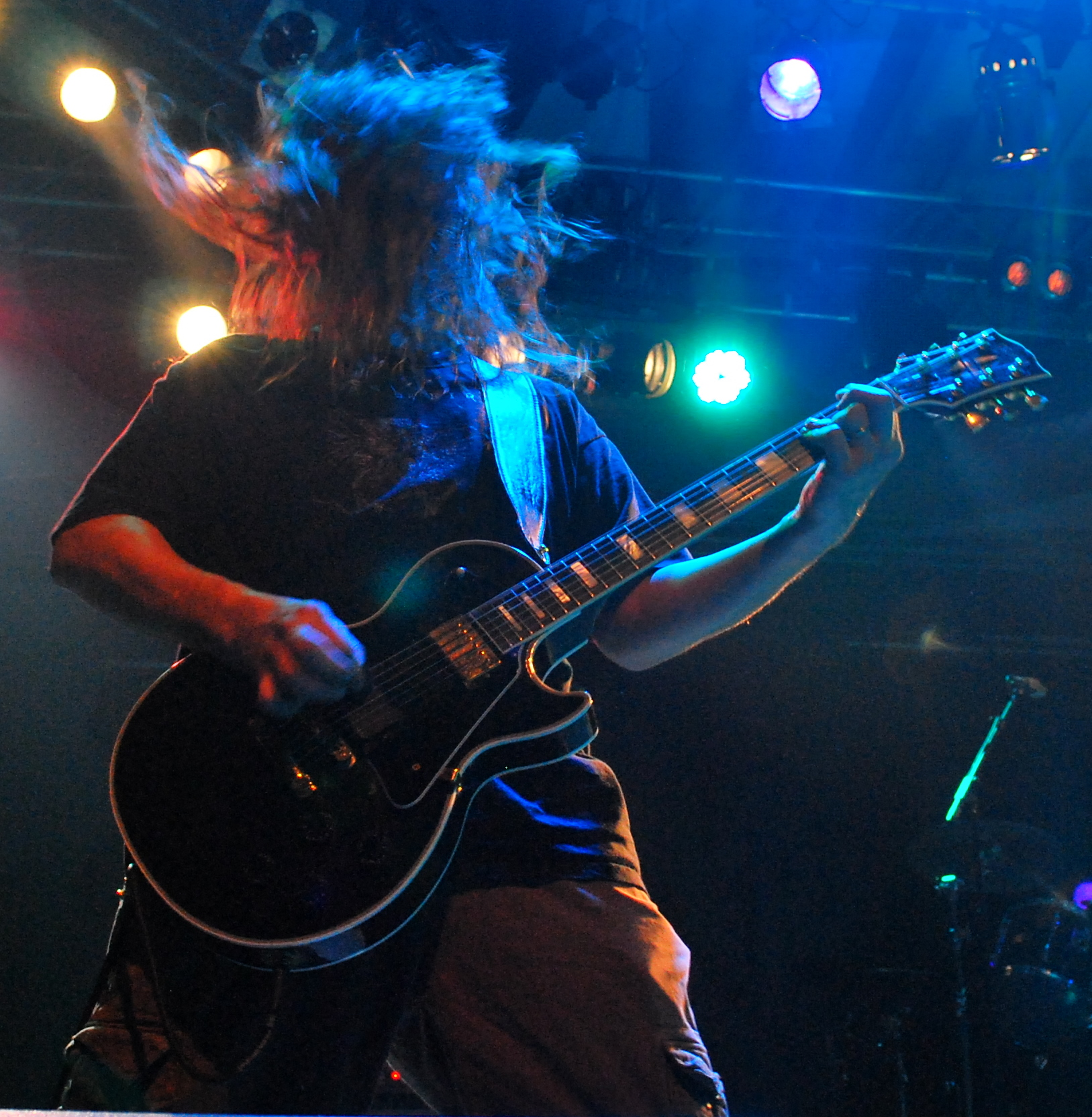
Mitch Harris, a Napalm Death grindcore bandából

A grindcore a crust punk, a hardcore punk és a thrash metál vagy death metál ötvözete. Jellemzője a morgó ének, a blast beat és a hihetetlenül rövid dalok, amelyek szövegei gyakran a vérre és az erőszakra koncentrálnak, bár néha a szövegek politikai jellegűek is lehetnek. A death metállal ellentétben a grindcore gyakran nagyon kaotikus, és hiányzik belőle az ütemhangok szokásos használata. A stílus úttörője a brit Napalm Death zenekar volt a nyolcvanas években. Más neves grindcore zenekarok közé tartozik a Brutal Truth, az Agoraphobic Nosebleed és a Pig Destroyer.

### A grindcore irányzatai

#### Deathgrind
A deathgrind, néha death-grind vagy death/grind néven írják, egy zenei műfaj, amely a death metált és a grindcore-t ötvözi. A deathgrindet úgy írják le, hogy „a grindcore és a brutális death metál frontálisan ütközik.” Danny Lilker úgy írta le a deathgrindet, hogy „a death metál technikáját a grindcore intenzitásával kombinálja.” A death/grind az általános zenei brutalitást hangsúlyozza, különös hangsúlyt fektetve a gyors tempókra, és megtartja a grindcore hagyományos hirtelenségét. Nevezetes zenekarok közé tartozik a Cattle Decapitation és a Misery Index.

#### Goregrind

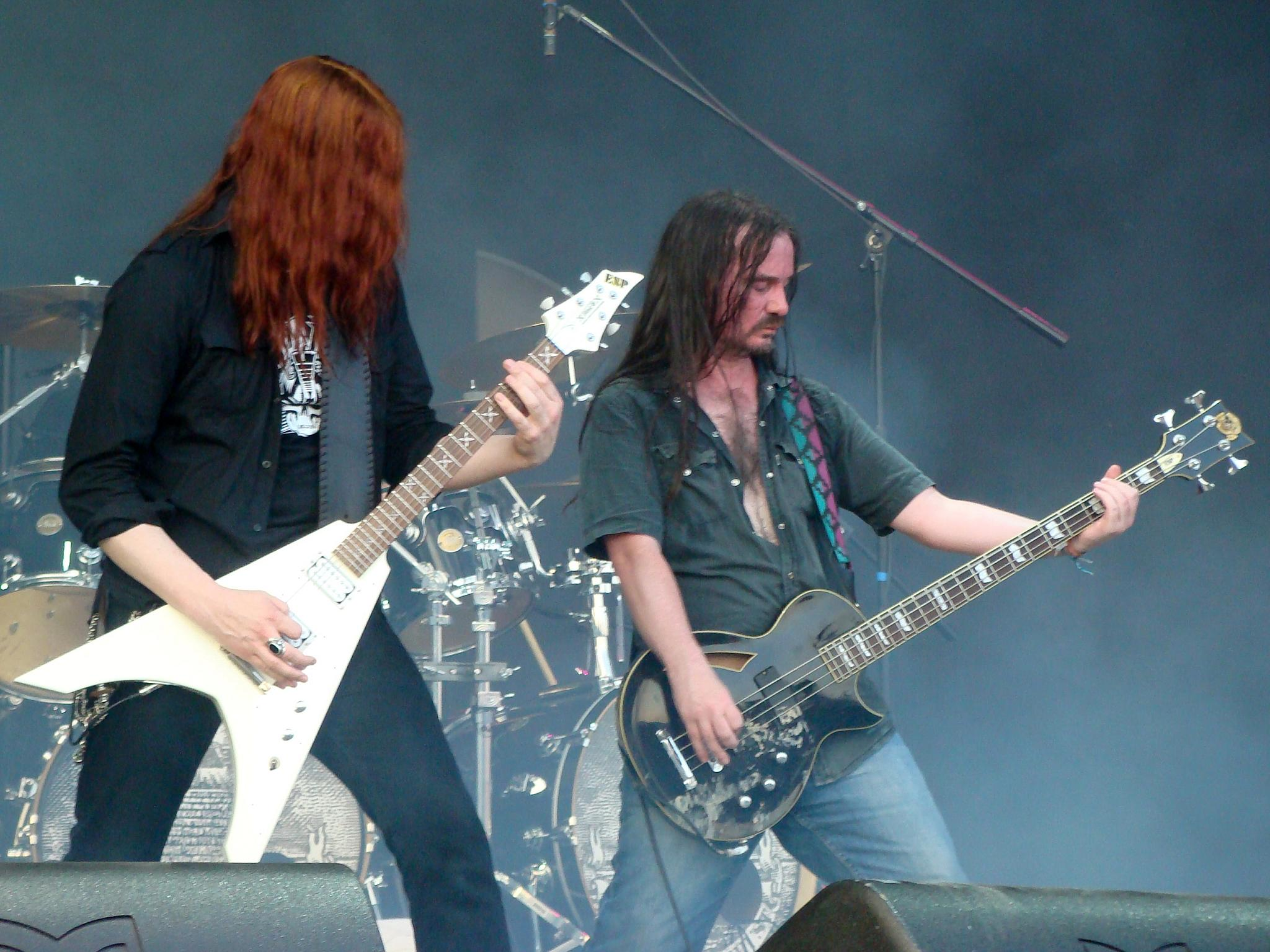
Goregrind zenekar, a Carcass

A goregrind a grindcore és a death metál egyik alműfaja. A műfaj korai példái közé tartozik a Repulsion Horrified, az Impetigo Ultimo Mondo Cannibale és a Carcass első két stúdióalbuma, amelyek meghatározták a műfajt. A Reek of Putrefaction-korszakában a Carcass hangszínváltókat, orvosi képeket, és a hardcore punk és grindcore szcénában gyakran használt politikai vagy baloldali szövegektől eltérően véres, anatómiai utalásokat használt a szövegeiben.

#### Pornogrind
A pornogrind, más néven porno grind, porno-grind vagy porn grind a grindcore és a death metál egy zenei alműfaja, amely szövegileg szexuális témákkal foglalkozik. Natalie Purcell Death metál Music: The Passion and Politics of a Subculture című könyve szerint a pornogrind kizárólag a lírai tartalom és az egyedi képi világ, a pornográf tartalmakra való összpontosítás alapján definiálható. Purcell megjegyzi, hogy a Guthoz hasonló zenekarok „egyszerűbb, lassabb és rockosabb dalokat tartalmaznak”. A pornogrind zenekarok albumainak képi dizájnját szélsőséges és potenciálisan sértő jellege miatt jegyzik meg, ami „a legtöbb boltból kitiltaná őket.” A műfaj példája a Cock and Ball Torture.

#### Electrogrind
A 21. században alakult ki az „electrogrind” (vagy „cybergrind”), amelyet a The Berzerker, a Body Hammer, a Gigantic Brain és a Genghis Tron gyakorol, és amely az elektronikus zenéből kölcsönöz. Ezek a csoportok az Agoraphobic Nosebleed, az Enemy Soil és a The Locust munkásságára, valamint az indusztriális metálra építettek, A The Berzerker a gabber producerek torzított Roland TR-909 kick-dobjait is kisajátította, sok későbbi electrogrind csoportot karikíroztak hipszter kapcsolataik miatt.

## Grunge
A grunge a punk rock és a heavy metal fúziós műfaja, amely az alternatív rock, a garázsrock, a noise rock, a hardcore punk, a hard rock, a sludge metál és a thrash metál elemeit tartalmazza. A grunge-ra jellemzőek a torz riffek és a szorongással teli szöveges témák, mint például az apátia, a társadalmi elidegenedés és a szabadság. A grunge a csendes-óceáni északnyugati amerikai Washington államból nőtt ki, különösen Seattle-ben és a közeli városokban. A műfaj kiemelkedő zenekarai közé tartozik a Nirvana, a Pearl Jam, a Soundgarden és az Alice in Chains.

## Industrial metál

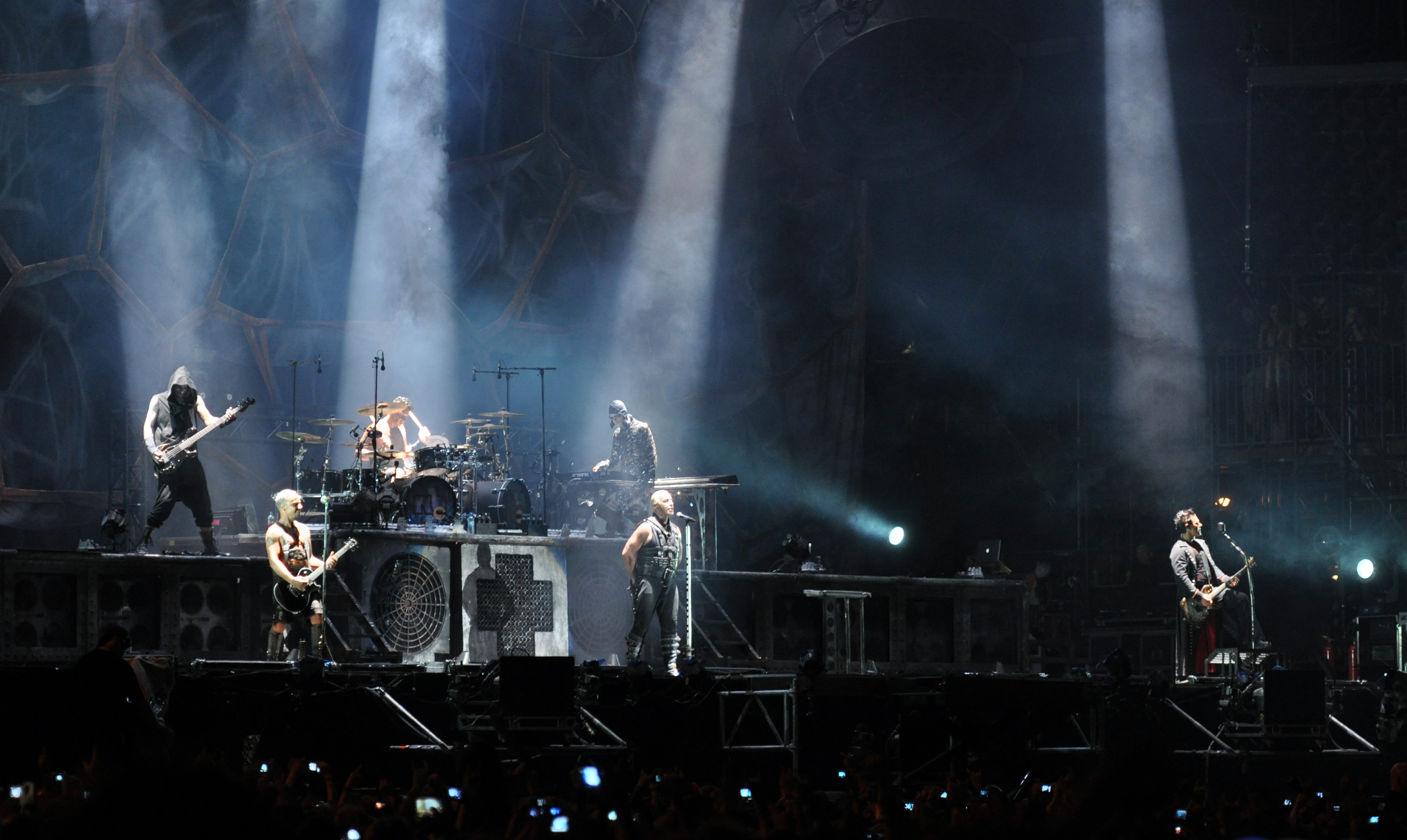
Az industrial metál zenekar, a Rammstein

Az ipari metál az indusztriális zene és a heavy metal elemeit ötvözi. A középpontjában általában ismétlődő metál gitárriffek, sampling, szintetizátor vagy szekvencer vonalak és torzított énekhangok állnak. A prominens industrial metál együttesek közé tartozik a Rammstein, Ministry, Nine Inch Nails, KMFDM, Fear Factory, Marilyn Manson, Rob Zombie és Godflesh.

## Kawaii metál

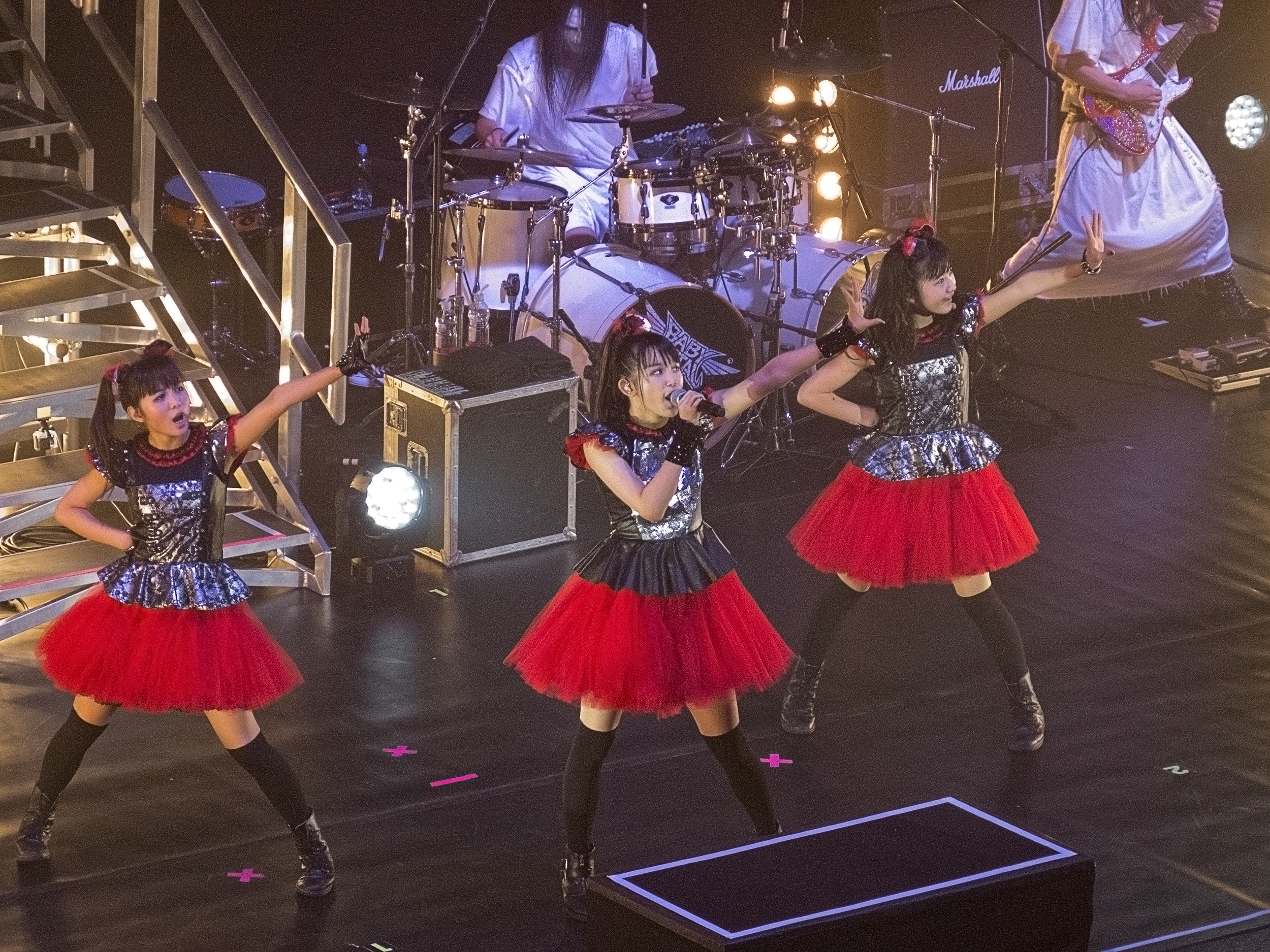
Kawaii metál banda, a Babymetál

A Kawaii metál (más néven idol metál vagy cute metál) alapvetően a heavy metal és a J-pop aspektusait ötvözi, azonban általában a power metál elemeit használja industrial metál billentyűsökkel és szintetizátorokkal, japán idol esztétikával és énekkel, foszladozó gitárszólókkal és villogó dobokkal keverve, alkalmanként dallamos death metál és post-hardcore tisztátalan énekkel és hagyományos japán hangszerekkel. A kawaii metál a japán idolból nőtte ki magát a 2000-es évek végén és a 2010-es évek elején, olyan zenekarok voltak az úttörői, mint a Dazzle Vision, a Babymetál és a Ladybaby.

## Latin metál
A latin metál a latin eredetű, latin hatásoktól és hangszerelésektől, például spanyol ének, latin ütőhangszerek és ritmusok, például a salsa ritmusok által befolyásolt metálzene műfaja. A műfaj kiemelkedő zenekarai közé tartozik az A.N.I.M.A.A.L., az Ill Niño, a Nonpoint és a Soulfly.

## Metalcore

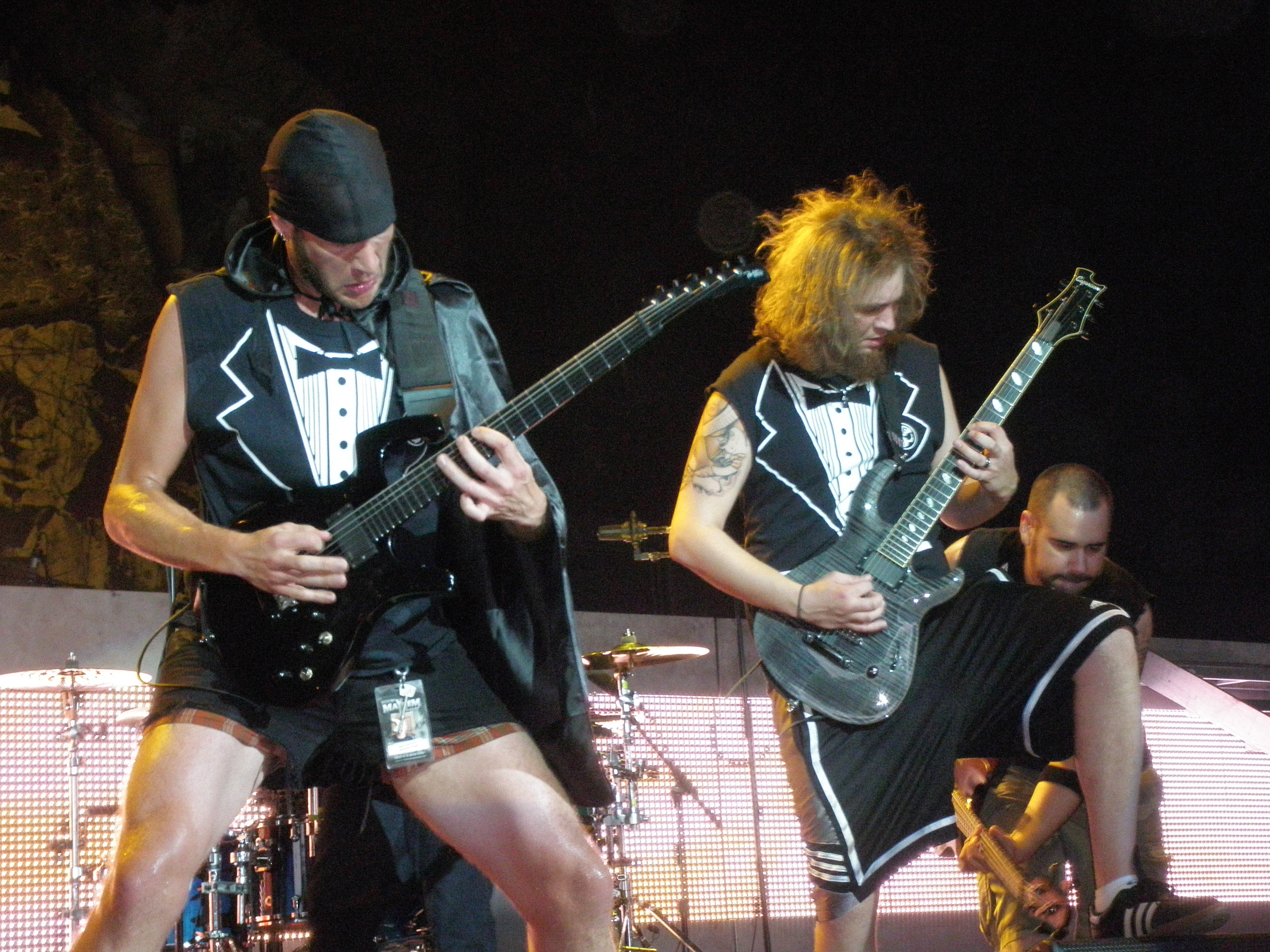
metálcore zenekar, a Killswitch Engage

A metálcore a heavy metalt és a hardcore punkot ötvözi. Általában a metálcore gitárosok nehéz gitárriffeket és szólókat használnak, a dobosok gyakran használnak hardcore blast beateket és nagybőgődobokat, az énekesek pedig olyan énekstílust, amely magában foglalja a death metál hörgést és a sikítást. A dallamos metalcore-hoz hasonlóan néhány későbbi, a 21. századból származó banda durva és tiszta énekhangot is ötvöz. Megkülönböztető jellemzője a " bontás ", amelynek során a dalt félidőre lassítják, és a gitárosok nyitott húrokat játszanak a legalacsonyabb hangzás elérése érdekében. Irányzatai a melodic metalcore, a deathcore, a mathcore, az electronicore, a nu metalcore és a progressive metalcore.  A jelentős metalcore bandák közé tartozik a Hatebreed, a Bury Your Dead, a Killswitch Engage, az Architects, a While She Sleeps, a Bleeding Through, az Integrity, az Unearth és a Parkway Drive. Az 1990-es évek eredeti metalcore bandái között szerepelt az Earth Crisis, a Hatebreed, az Integrity és a Converge. A modernebb bandák közé tartozik a Killswitch Engage, az Underoath, az All That Remains, a Trivium, az As I Lay Dying, a Bullet for My Valentine, az Asking Alexandria, a Shadows Fall, a Lorna Shore az Unearth, az Atreyu és a Bleeding Through.

## Neoklasszikus metál

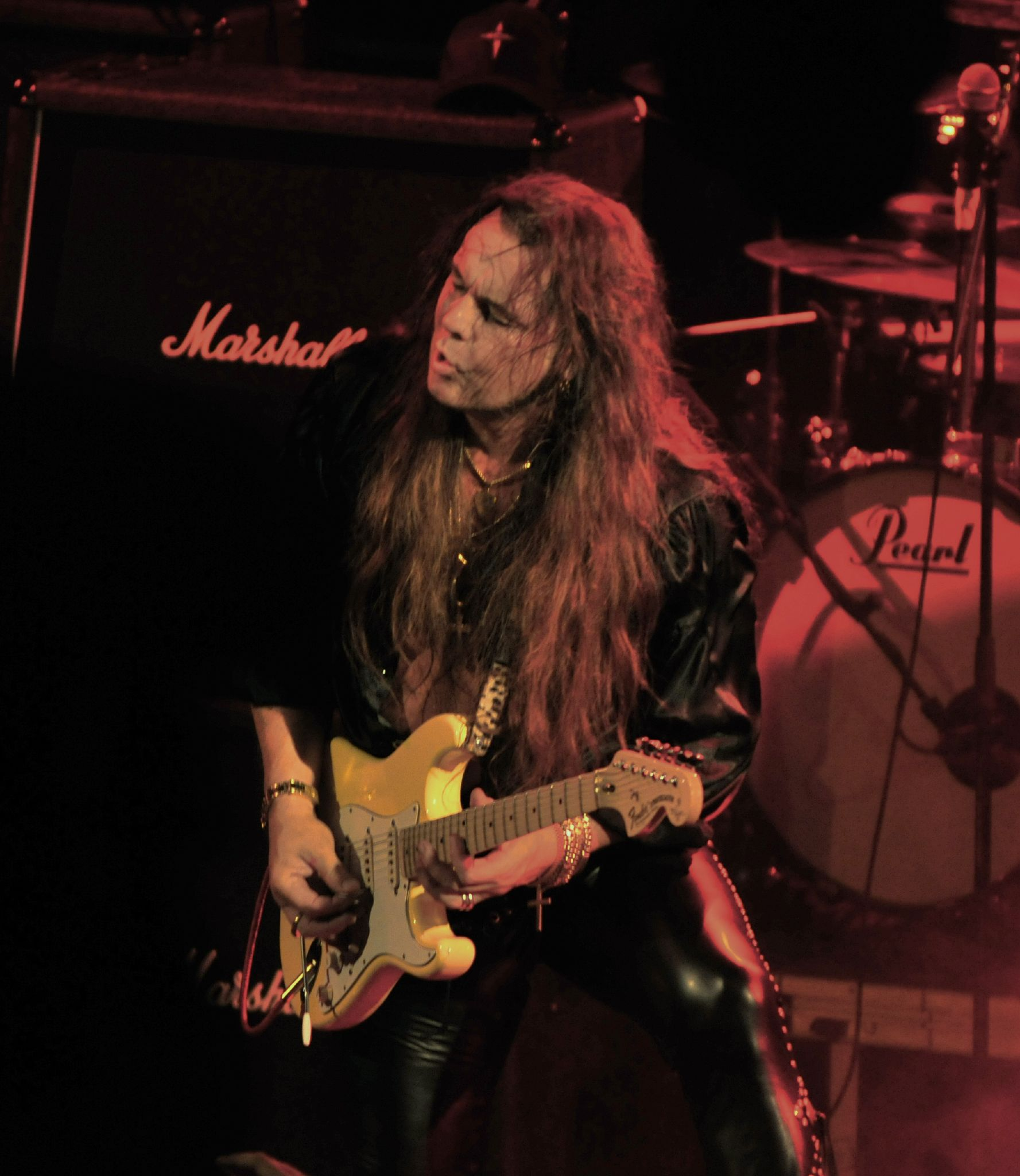
Yngwie Malmsteen

A neoklasszikus metál, más néven shred metal, egy olyan alműfaj, amelynek zeneszerzési stílusára nagy hatással van a klasszikus zene. A gitárszólók egy nagyon technikai stílusát, a shred guitar-t használja, amelyben a gitárosok crosspicking, sweep picking és economy picking segítségével gyors skálákat és arpeggiókat játszanak. Emellett a klasszikus zenéből kölcsönzött elemeket is használ, beleértve a hangszereket, skálákat és dallamokat. Yngwie J. Malmsteen, Tony MacAlpine és Vinnie Moore kiemelkedő előadói ennek a műfajnak.

## Neue Deutsche Härte

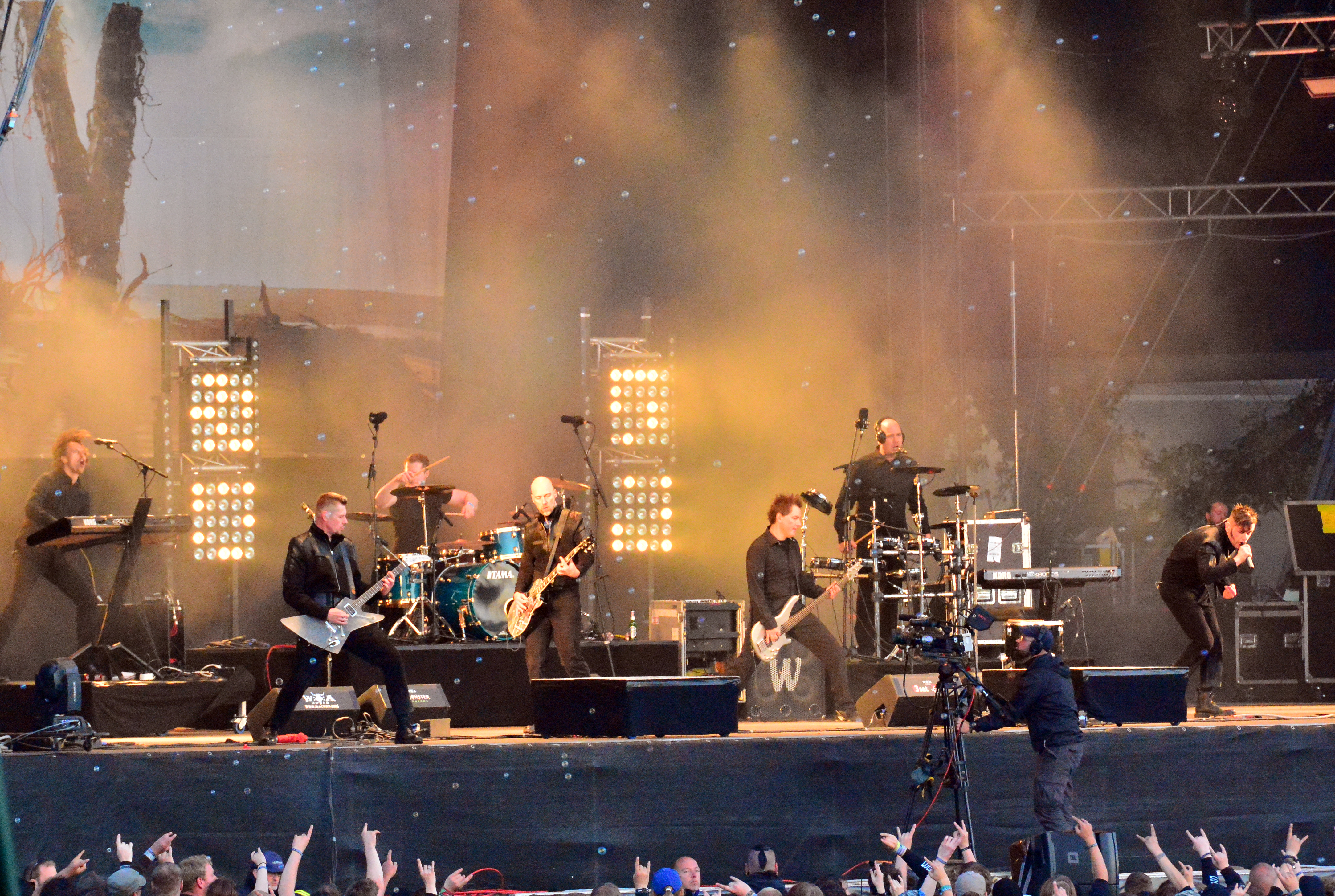
Neue Deutsche Härte zenekar, az Oomph!

A Neue Deutsche Härte („Új Német Keménység”) egy crossover stílust ír le, amelyet az új német hullám, az alternative metal és a groove metal befolyásol, és az industrial, az elektronika és a techno elemeivel kombinál. A dalszövegek általában német nyelvűek, és a dance metal a leggyakrabban használt kifejezés a Neue Deutsche Härte más nyelven énekelt dalaira. Az NDH a metál alap hangszerösszeállítását használja: elektromos gitár, basszusgitár, dob és ének, valamint billentyűzet, szintetizátorok, minták és alkalmanként további ütőhangszerek. A hangsúly az uralkodó hangzás demonstrálásán van, bizonyos szótagok és betűk túlhangsúlyozásával (mint például az uvuláris vagy alveoláris hang). A vokálok így dominánsan mély, férfias és tiszta hangon szólalnak meg. Egyes zenekarok sikoltozást és death growlokat használnak, ami szintén gyakori, hallható az Oomph!, a Rammstein, a Stahlhammer, a Samsas Traum és a Megaherz egyes dalaiban. Az NDH képi világa gyakran erősen férfias, időnként militarista, az együttestől és a daltól függően. A gitárokat mélyre hangolják, általában D vagy C hangra, és általában erősen torzítottak.

## Post-metal

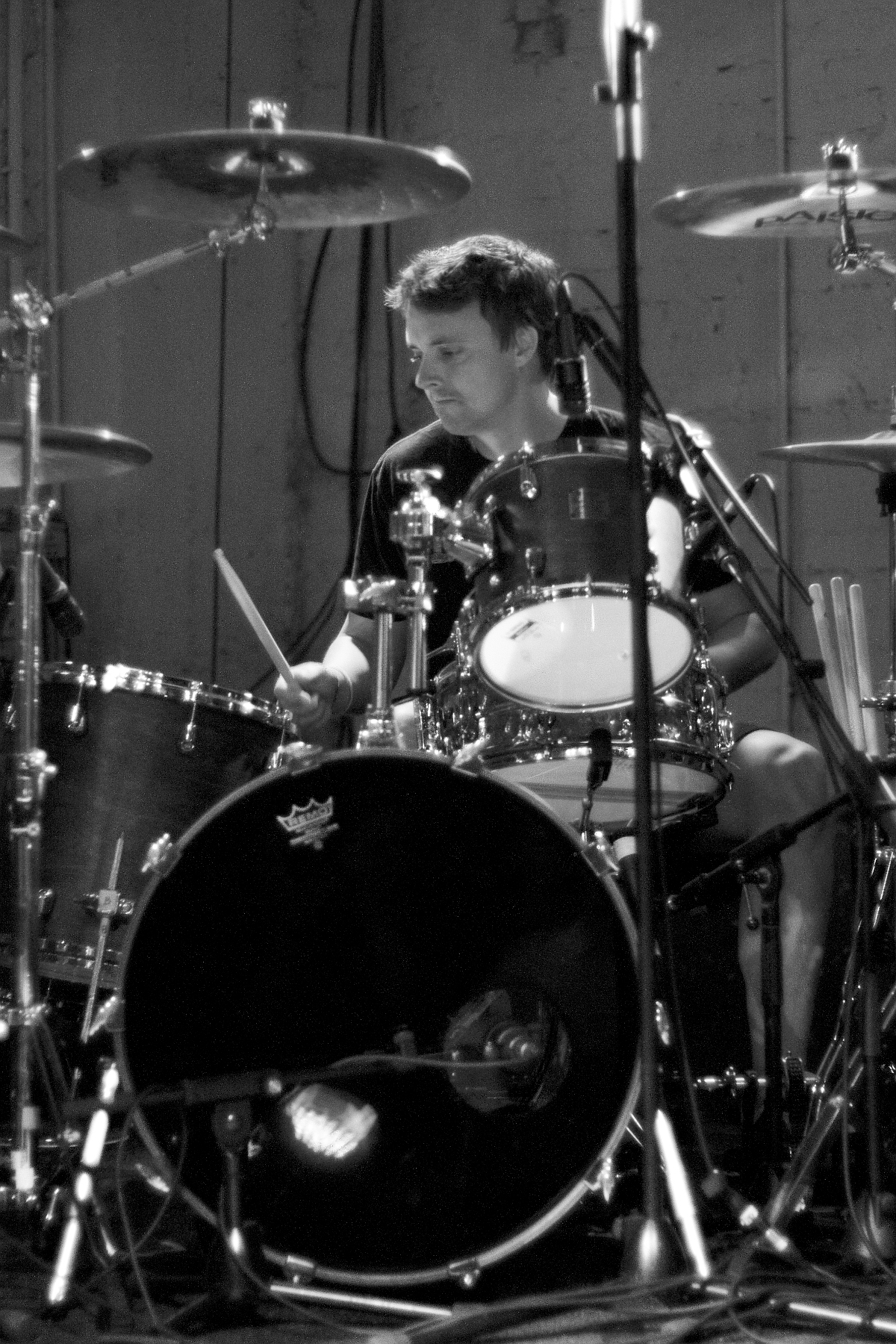
Aaron Harris, az Isis együttesből

Ez a heavy metal mozgalom a postrockból merít hatásokat. Bár sok szempontból hasonlít a post-rockhoz, a post-metal általában mélyebbre hangolt gitárokat, torzított gitár(oka)t, súlyos atmoszférát, a dalszerkezet fokozatos fejlődését és minimális hangsúlyt fektet az énekre. A post-metal az érzelmekre helyezi a hangsúlyt, a post-rock hangulatával szemben a metál súlyával és bombasztikusságával. Az énekhang hangsúlytalan vagy nem létezik, és a dalszövegek általában ugyanilyen elvontak - gyakran tematikus vagy filozófiai jellegűek. Nagyrészt amerikai jelenség, de néhány japán zenekar is megtalálható benne. Az olyan zenekarok, mint a Neurosis, az Isis, a Cult of Luna és a Pelican hosszú dalokat írnak (jellemzően öt-hatot albumonként), amelyek a könnyedtől és a gitárvezérléstől a súlyos, dob- és basszusvezéreltig terjedhetnek.

## Power metal

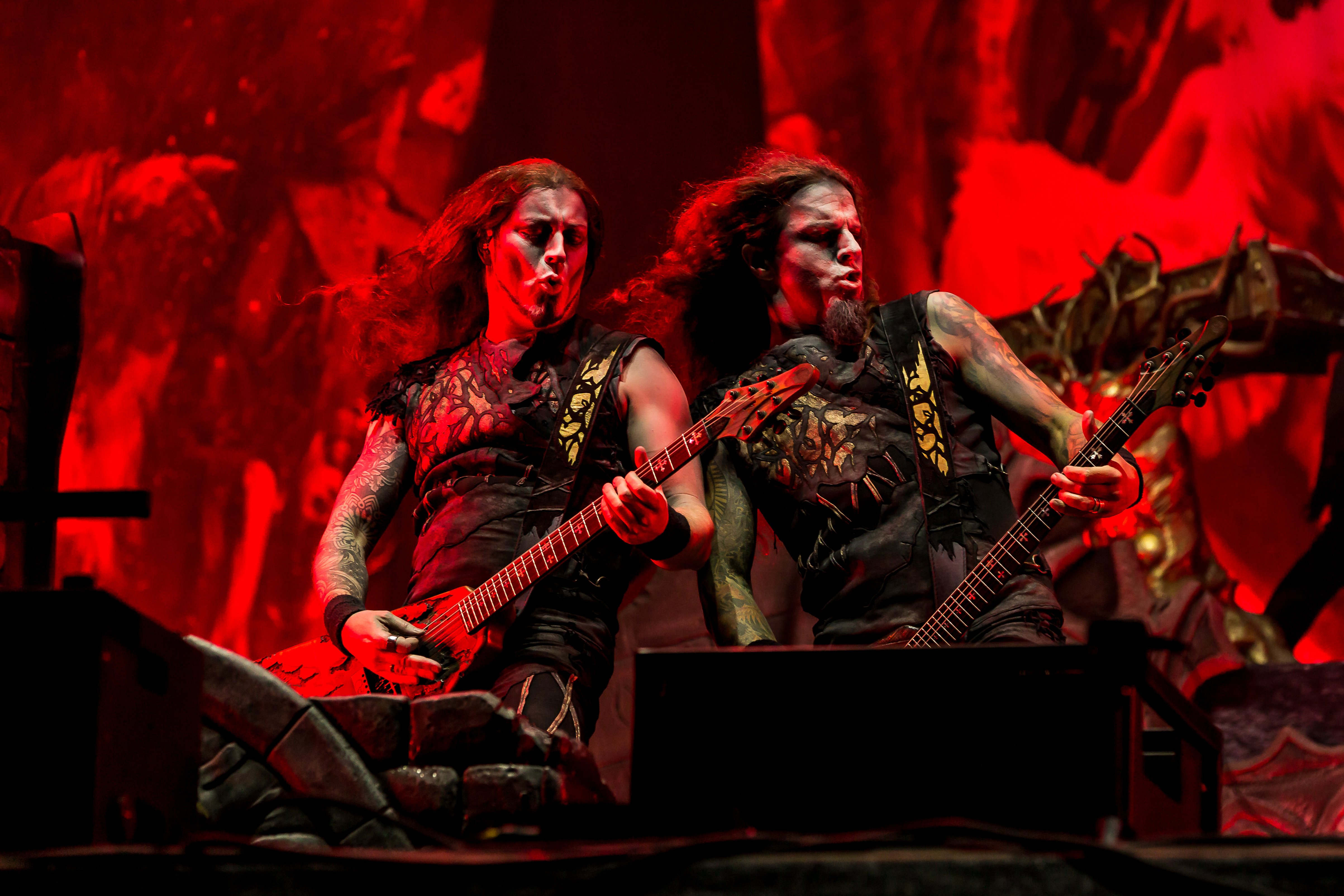
Matthew és Charles Greywolf, a Powerwolf együttesből

A power metal a heavy metal és a speed metal hatásait veszi át, és gyakran hangsúlyozza a tiszta, dallamos, magas hangú énekhangot, valamint a gyors tempót, amelyet leginkább a dupla basszusdob és a dallamos szólógitár hajt. A ritmusgitárt az egyenes power akkordok határozzák meg. Alkalmanként durva éneket is használnak, de általában csak háttérvokálként. A power metal dalszövegek általában fantasy témákat tartalmaznak. A dalok gyakran teátrális, epikus és érzelmileg „erőteljes” hangzásúak. A power metal általában vidámabb, mint más metál műfajok, és arra törekszik, hogy erőt adjon a hallgatónak, valamint örömet és bátorságot ébresszen.
A kifejezést először az 1980-as évek közepén használták, és két különböző, de rokon stílusra utal: az elsőt Észak-Amerikában kezdték el használni, ahol a speed metalhoz hasonló keményebb hangzású, és egy későbbi, Európában (különösen Németországban, Finnországban, Olaszországban és Skandináviában), Latin-Amerikában (Argentína, Brazília) és Japánban elterjedt és népszerű stílusra, amely könnyedebb, dallamosabb hangzású és gyakran használ billentyűs hangszereket. Az európai stílusú power metal zenekarok közé tartozik például a DragonForce, a Blind Guardian, a Helloween, a Sonata Arctica, az Angra, a Sabaton, a Stratovarius, a Kamelot, a Rhapsody of Fire, az Orden Ogan, a Dynazty, a Wind Rose, a HammerFall és a Powerwolf. Amerikai stílusú power metalt játszik a Manowar, a Metal Church, a Vicious Rumors vagy a Savatage a korai albumain.

## Progresszív metál

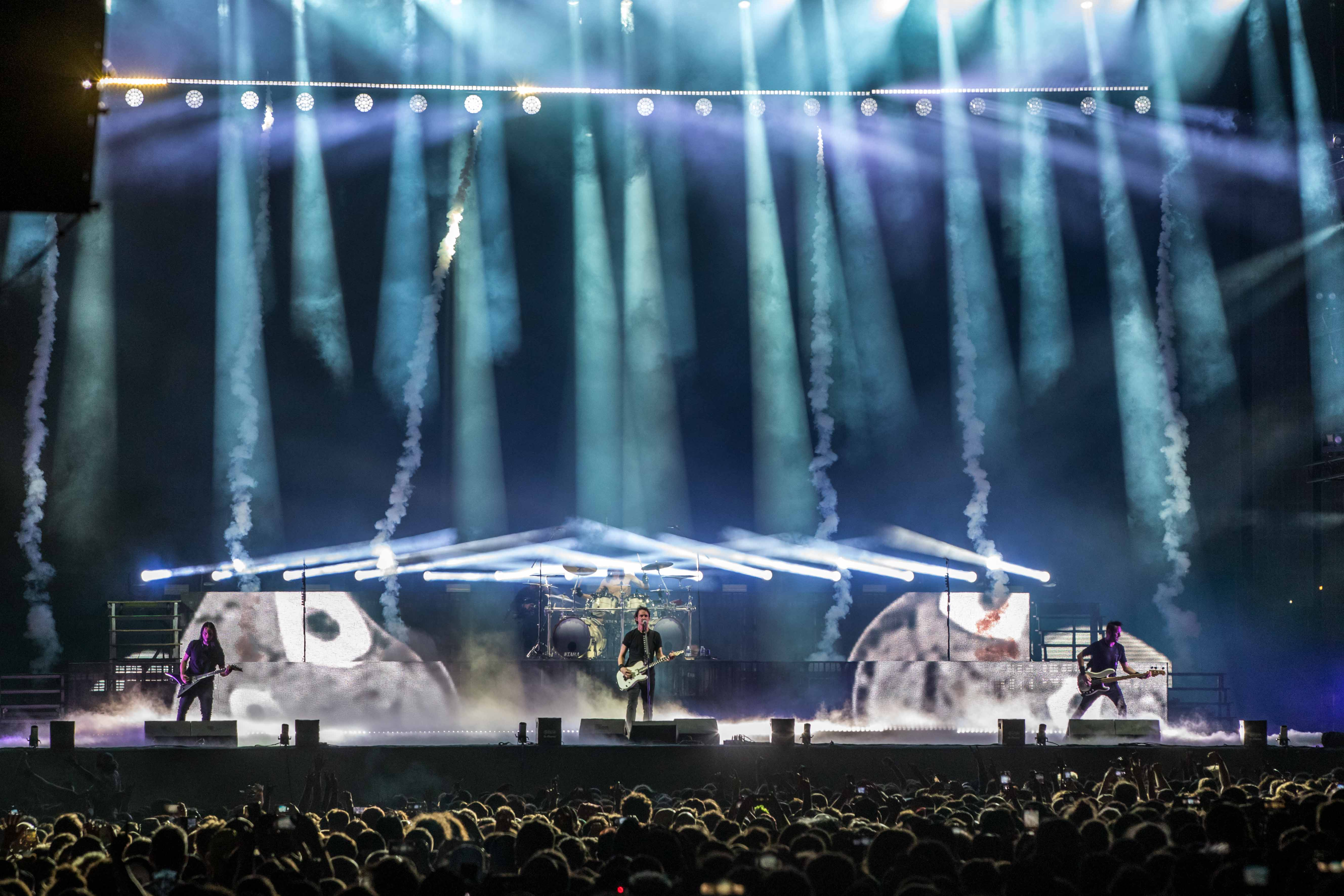
A Gojira a Hellfest 2022-n

A progresszív metál a progresszív rock és a heavy metal fúziója. A heavy metal egyik legösszetettebb műfaja, a szokatlan és dinamikus ütemjelzések, a hosszú kompozíciók, az összetett kompozíciós struktúrák és az ügyes hangszeres játék miatt, ahol a hangszeres szólók részletesek és kiterjedtek. A progresszív metál legújabb korszaka azonban a durvább szövegeket és a mélyebb hangolású, nagy mennyiségű pengetést tartalmazó riffsorozatokat részesíti előnyben. Az ének, ha van, dallamos (bár van néhány, amelyik tisztátalan éneket használ), a szövegek pedig gyakran filozofikusak, spirituálisak vagy politikaiak. A műfaj számos zenekarára hatással volt a progresszív rockzenekarok közül a Rush és a King Crimson, akik gyakran a heavy metal elemeit is beépítették zenéjükbe. A műfaj példái közé tartozik a Queensrÿche, a kései Savatage, a Dream Theater, az Opeth, a Tool, a Fates Warning, a Mastodon, a Gojira és a Pain of Salvation.

## Speed metal

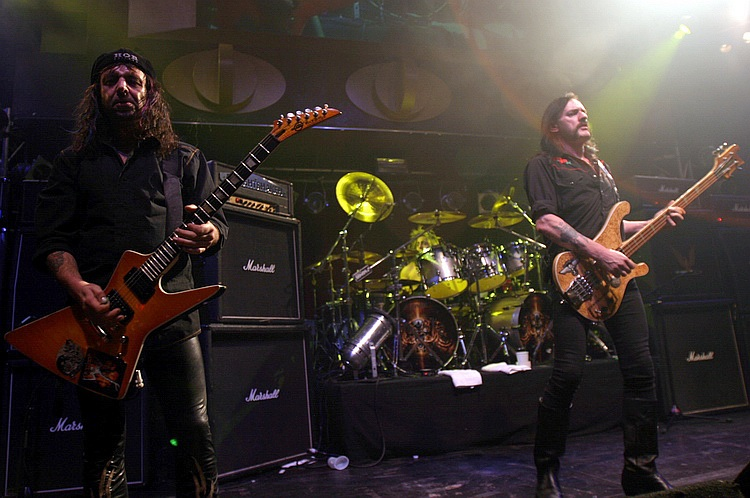
Speed metal banda, a Motörhead

A speed metal az 1970-es évek végén és az 1980-as évek elején keletkezett a brit heavy metal új hullámából, és a thrash metal közvetlen zenei elődje volt. Amikor a speed metal először jelent meg műfajként, a korai heavy metal együttesek által használt tempókat növelte, miközben megtartotta a dallamos megközelítést. A hardcore punk hatására a speed metal nagyon gyors, koptató és technikailag igényes. A speed metalra példaként említhető a Dorsal Atlantica, a Venom, a Motörhead és az Anvil.

## Szimfonikus metál

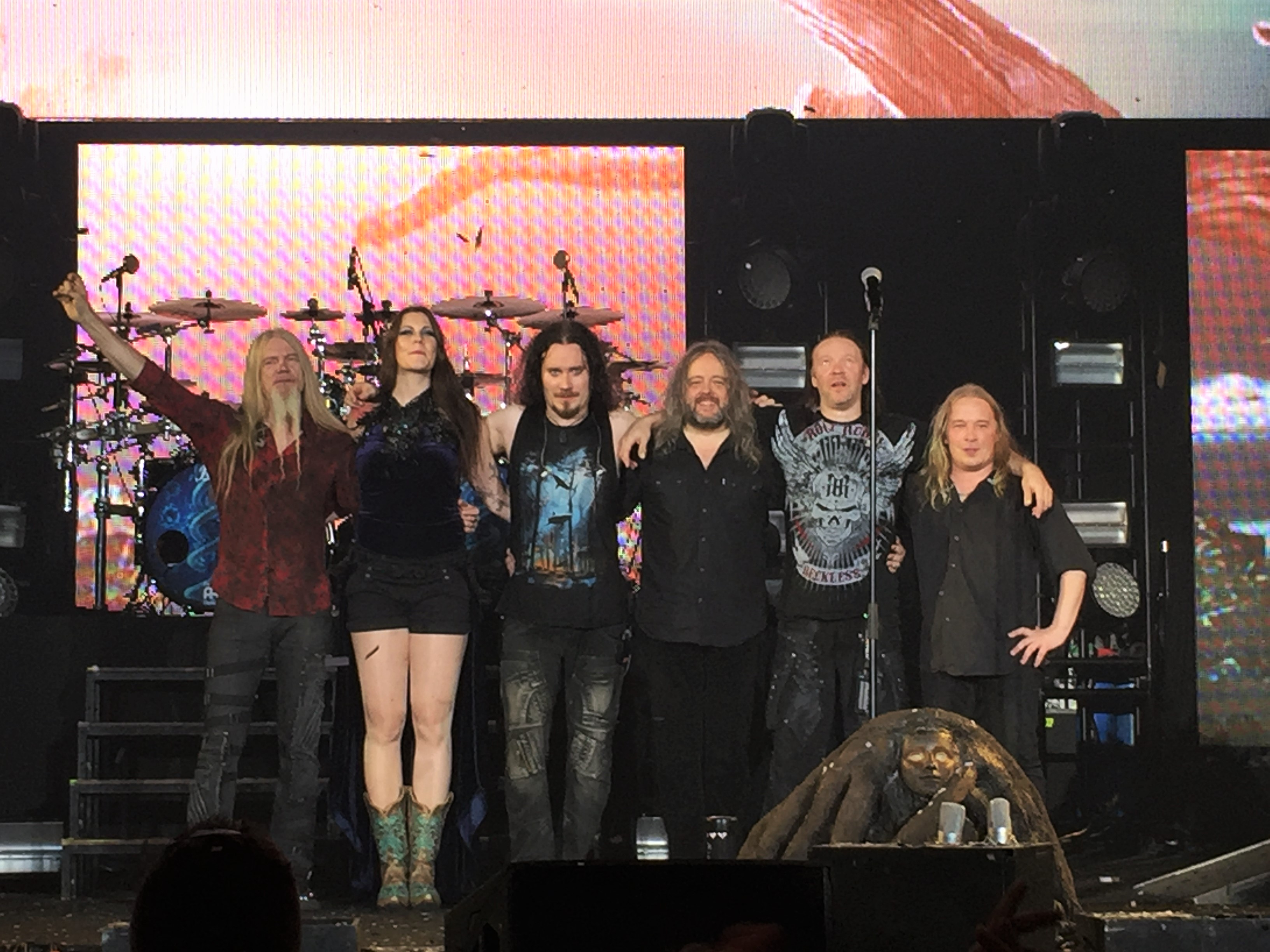
Nightwish szimfonikus metál banda

A szimfonikus metál a heavy metal zenei alműfajok szimfonikus alcsoportjainak általános stílusmegjelölése. Minden olyan metálzenekart jelöl, amely szimfonikus vagy zenekari elemeket használ. A szimfonikus metál zenekarokban lehetnek klasszikusan képzett énekesek, ebben az esetben olyan beceneveket kaphatnak, mint az opera metál vagy az operatic metal. A szimfonikus metál zenekarok talán legelső és legjelentősebb példái a svéd Therion, a finn Nightwish, az olasz Rhapsody of Fire és a holland Epica, Within Temptation és The Gathering. További példa szimfonikus metál bandákra az Amberian Dawn, az Edenbridge és az Imperial Age.

## Thrash metal

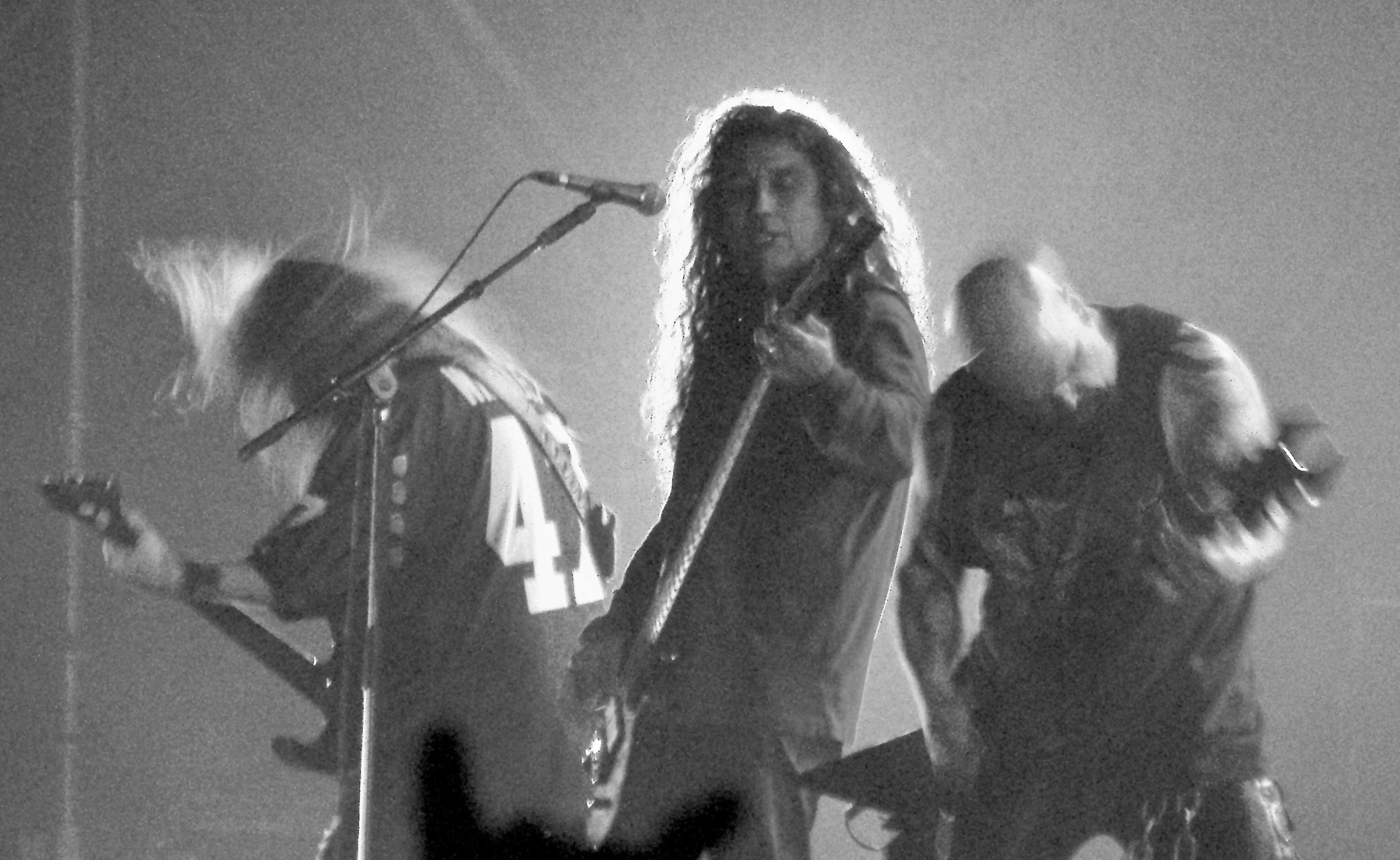
A thrash metal banda, a Slayer

A thrash metalt gyakran az extrém metál első formájának tekintik. Általában gyors tempók, komplexitás és agresszió jellemzi. A thrash metal gitározás leginkább a „csörömpölő” hangzásról nevezetes, amelyet a mély hangú, tenyérnyi tompa riffek és a magas hangú shred gitárszólók révén hoz létre. A dobosok gyakran használnak dupla rúgást és dupla basszusdobolást. A vokálokat leggyakrabban kiabálják vagy agresszív módon éneklik.
A thrash metal a speed metalból, a NWOBHM-ből és a korai hardcore punkból fejlődött ki az 1980-as évek elején. Olyan zenekarok, mint a Metallica, a Slayer, a Megadeth és az Anthrax álltak a thrash metal élére, és őket nevezik a műfaj „Nagy Négyesének”, míg az európai oldalon a Sodom, a Kreator, a Destruction és a Tankard alkotják az úgynevezett "Big Teutonic Four".

### A thrash metal irányzatai

#### Crossover thrash
A crossover thrash, gyakran rövidítve „crossover”, és néha „punk metál”-nak is nevezik, a thrash metal egy olyan formája, amely több hardcore punk elemet tartalmaz, mint a standard thrash. A műfaj a heavy metal és a punk rock közötti kontinuumon helyezkedik el. A műfajt gyakran összekeverik a thrashcore-ral, ami lényegében inkább gyorsabb hardcore punk, mint a metál punk-orientáltabb formája. A Corrosion of Conformity, a Dirty Rotten Imbeciles, a Stormtroopers of Death és a Suicidal Tendencies a műfaj jelentős zenekarai.

#### Groove metal
A groove metal, más néven neo-thrash, post-thrash vagy power groove, lassú vagy középtempós és lefelé hangolt thrash riffekből, bluesos gitárszólókból, nagy hangsúlyt kapott dobmunkából és durva énekből áll, amely általában sikoltozásból, kiabálásból és reszelős éneklésből áll. A groove metalra példa a Pantera, az Exhorder, a Lamb of God, a Machine Head, a DevilDriver, a Jinjer, a Sepultura és az A.N.I.M.A.L.

## Hagyományos heavy metal

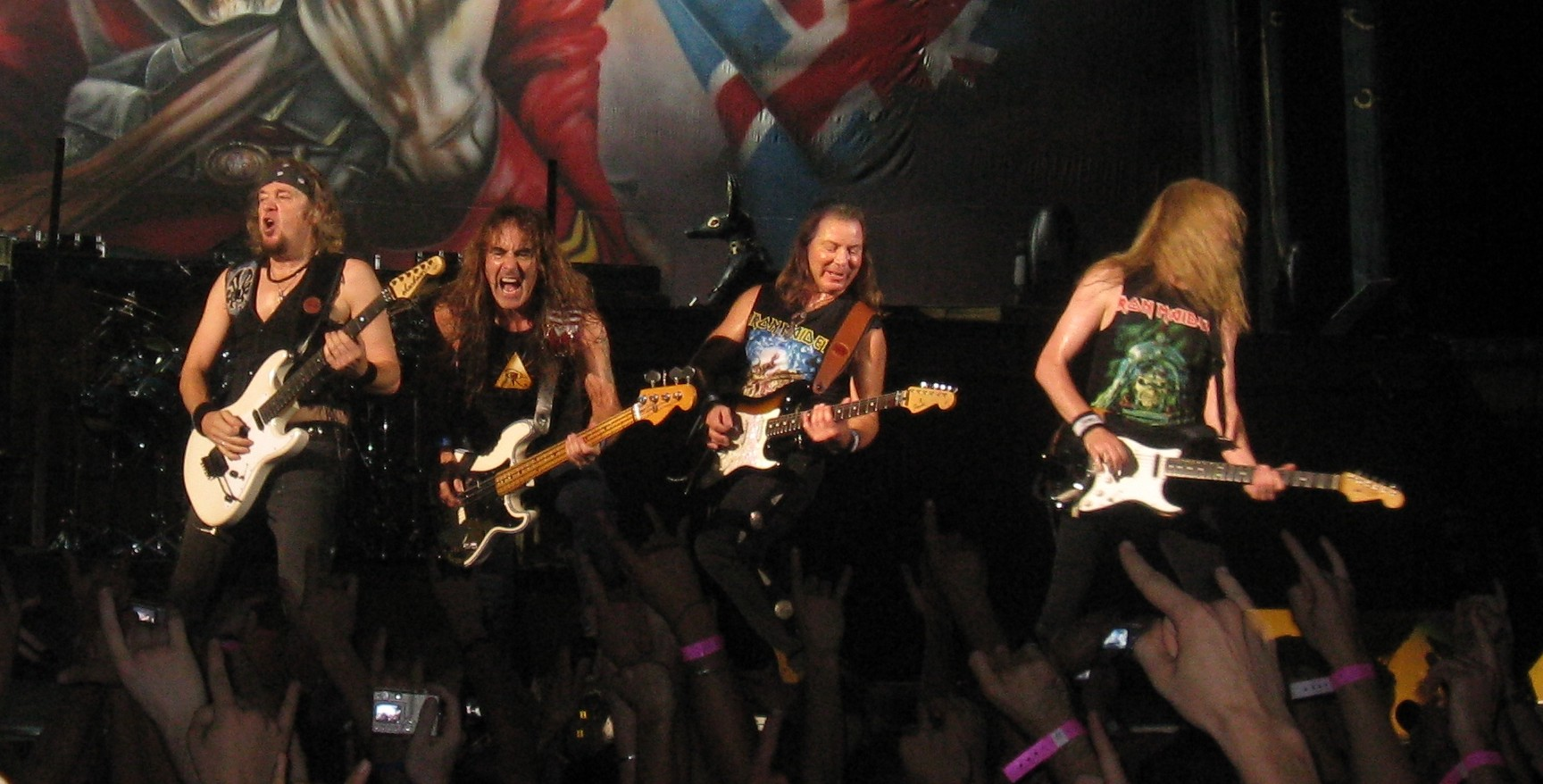
A legendás Iron Maiden

A tradicionális heavy metal, más néven klasszikus metál vagy gyakran egyszerűen heavy metal, olyan együttesek és művészek csoportja, akik a műfaj kialakulása és számos különböző stílusra és alműfajra való szétválása előtt hallott stílushoz hasonló metálzenei stílust játszanak. jellemző rá a közepes vagy gyors tempójú riffek, a dübörgő basszusgitár, a ropogós riffek, a hosszan tartó szólógitárszólók, a tiszta, gyakran magas hangú ének és a himnikus refrének. Általában nem a metál egyik alműfajaként, hanem fő műfajaként kategorizálják. Példái közé tartozik a Black Sabbath, a Deep Purple, a Led Zeppelin, a Judas Priest, az Iron Maiden, a Van Halen és a Dio.

### A hagyományos heavy metal új hulláma
Újabban, a 2010-es években a „hagyományos heavy metal új hulláma” (gyakran rövidítve NWOTHM) kifejezést használják a stílus iránt újonnan érdeklődő zenekarok új hullámának leírására, különösen a 70-es évek végén és a 80-as évek elején a brit heavy metal új hulláma változatának, amely hatással volt a speed metalra és a power metalra; néhány ilyen zenekar valóban e műfajok keveréke, miközben a klasszikus hangzás több elemét kombinálja, vagy utánozza azt a stílust abban az időben, amelyből hamarosan kialakul.
Példák a NWOTHM együttesekre: Fury UK, Striker, Battle Beast, és újabban a Seax, Visigoth, Blackslash, Beast In Black és Angel Sword.

## Fordítás
Ez a szócikk részben vagy egészben  a   Heavy metal genres című angol Wikipédia-szócikk ezen változatának fordításán alapul.  Az eredeti cikk szerkesztőit annak laptörténete sorolja fel. Ez a jelzés csupán a megfogalmazás eredetét és a szerzői jogokat jelzi, nem szolgál a cikkben szereplő információk forrásmegjelöléseként.